# Estelas decoradas del Museo Arqueológico Provincial de Badajoz

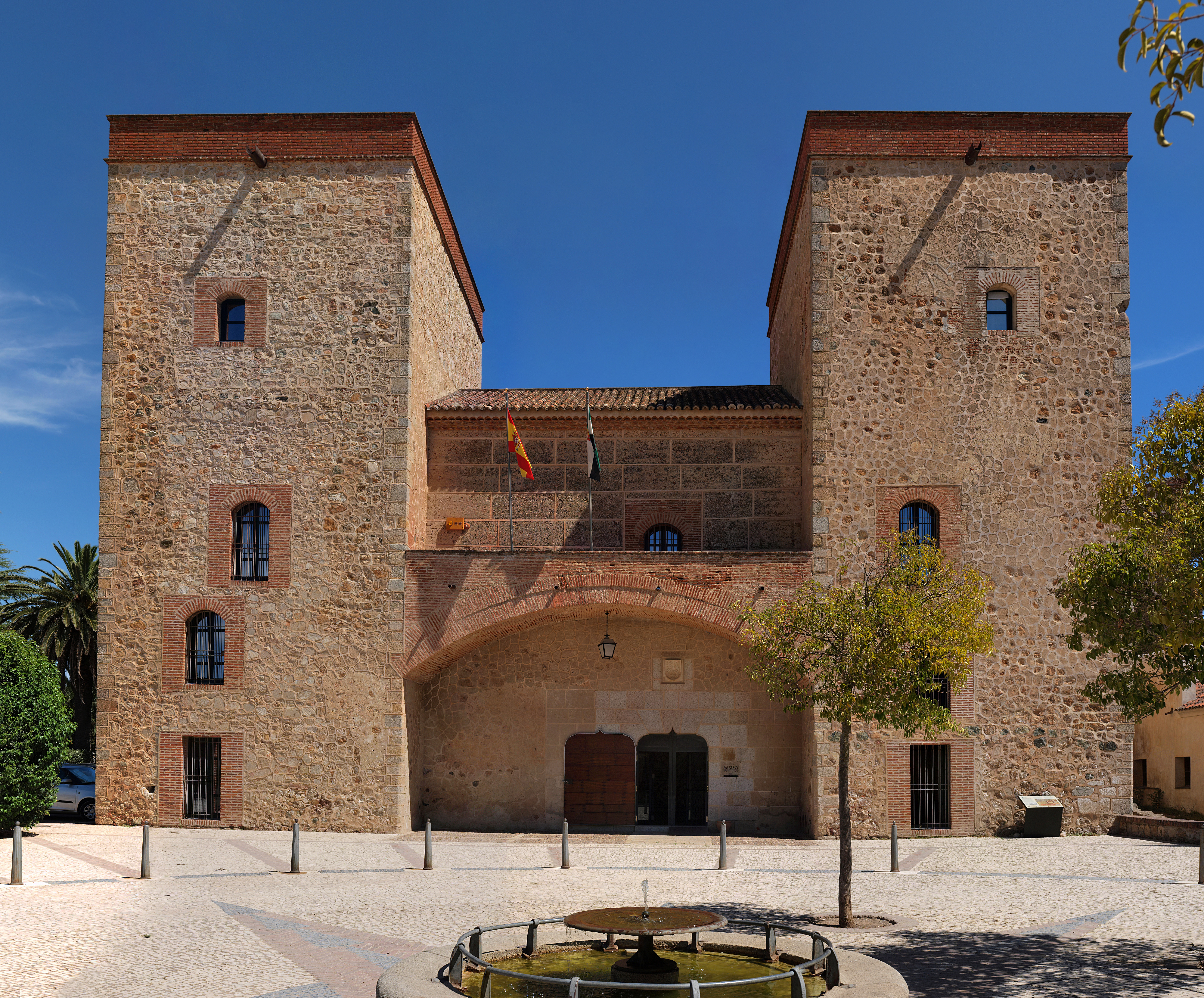
Museo Arqueológico Provincial de Badajoz

Las estelas decoradas también conocidas como estelas de guerrero son losas de piedra de forma irregular que tienen una serie de grabados en una de sus caras que representan a un personaje de una clase social alta, generalmente de guerreros, ataviados con casco, lanza, espada o escudo y acompañados por una serie de figuras como un peine, una fíbula, una  lira y, a veces, una carro tirado por animales. Los investigadores interpretaron que, a falta de mayores datos, debían ser marcas de un territorio o señalizadores de tumbas.
El Museo Arqueológico Provincial de Badajoz tiene entre sus fondos una colección de  estelas decoradas del siglo VIII al siglo V a. C. época que coincide con la  Edad del Bronce Final. Estas piezas son características de la provincia de Badajoz ya que la mayoría de ellas aparecieron ella, especialmente en su zona oriental, cerca de la  provincia de Córdoba, y solo dos en el sur, en la zona limítrofe con las provincias de  Sevilla y  Huelva.
Las estelas expuestas en el citado museo no son todas las que aparecieron en la provincia pacense o en sus límites ya que hay varios ejemplares en otros museos y colecciones pero sí son la mayoría de ellas y que forman parte de la historia cultural de esta región.

## Historia

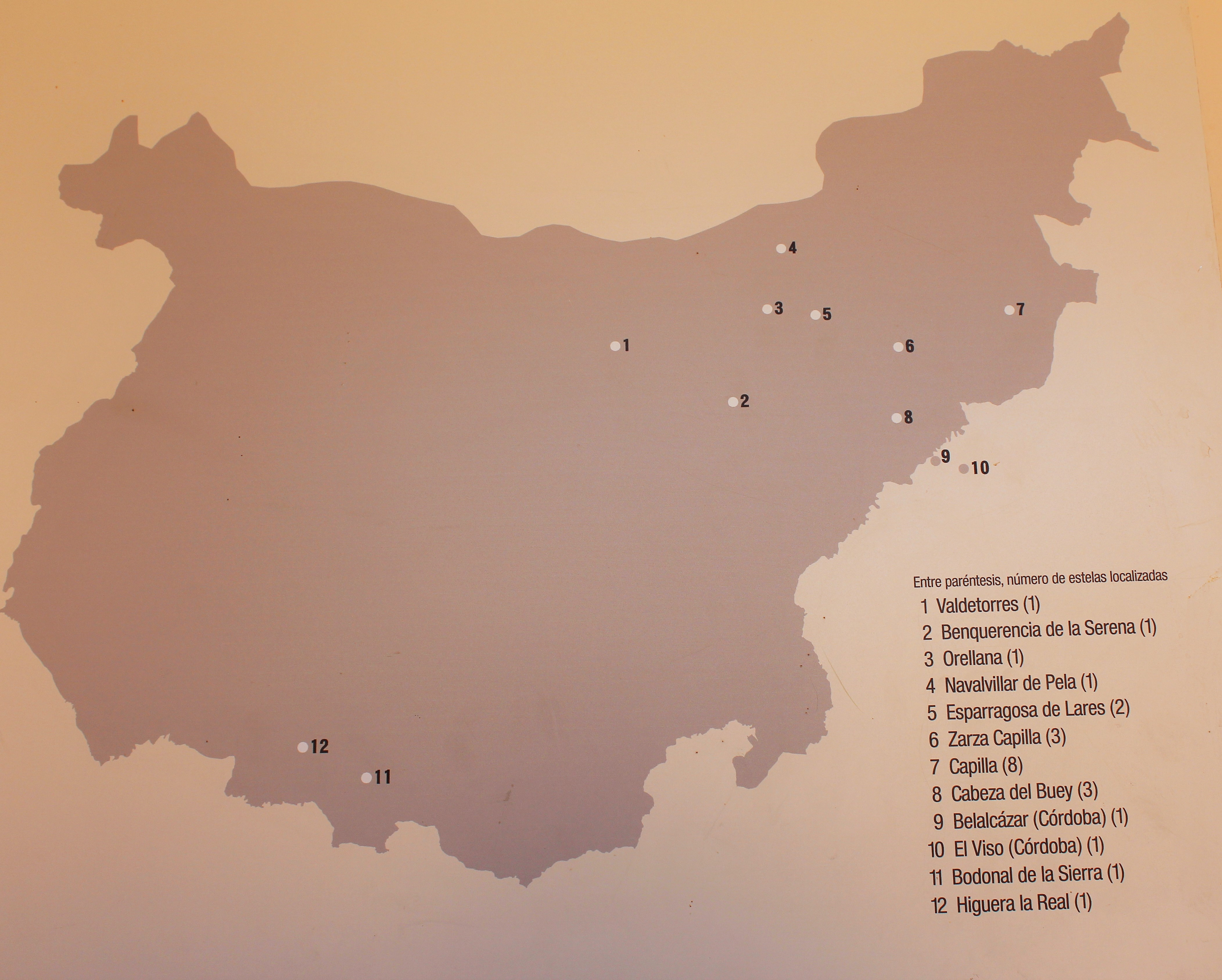
Lugares de aparición de estelas decoradas en la provincia de Badajoz.

A pesar de los estudios y trabajos realizados por investigadores, no se conoce qué eran y qué significaban  las estelas y solamente intuyeron que podían proceder de grandes señores o divinidades. Por otro lado, las estelas aparecieron movidas, fuera de su lugar original, y por tanto sin contexto arqueológico lo que dificultaba todavía más su  datación así como la función que desempeñaban.
Las estelas o las estatuas menhir tienen una atracción especial por su iconicidad así como carácter simbólico expreso que sirven para conocer mejor a las sociedades prehistóricas del suroeste de la península ibérica. Aparecieron en un periodo muy amplio, entre mediados del VI milenio a. C. al I milenio a. C. Las estelas de la provincia de Badajoz, al igual que otras muchas de este tipo, se caracterizan por estar las piedras soporte de los dibujos grabados o tallados. Estos soportes se realizaron para ser hincados en posición vertical y generalmente exentos. Otro aspecto característico de estas estelas es que hacen referencia, generalmente de forma explícita, a ciertas personas a través de las figuras de cuerpos humanos, así como sus aderezos tal como peines, emblemas, armas, etc.

## Origen
La «estela del rey Absalón», tercer hijo del  rey David, que se levantó contra su padre por un supuesto derecho a la corona y muerto en la batalla del bosque de Efraín, es uno de los primeros datos acerca de las estelas ya que data del siglo X a. C. Las estelas se erigían por hazañas dignas de recordarse, actos heroicos y  fallecimientos. Las estelas del suroeste peninsular cumplían esta triple función: identificación del lugar donde se encontraba una tumba, sitio donde moraba el alma del fallecido y recuerdo de esta persona. Los investigadores pensaron que debía existir una cierta evolución cronológica entre las diferentes estelas y las clasificaron en dos grupos:  sincrónicas es decir coincidentes en el tiempo y  diacrónicas en las que las estelas se suceden y evolucionan en el tiempo.

## Las estelas

### Estela de El Corchito

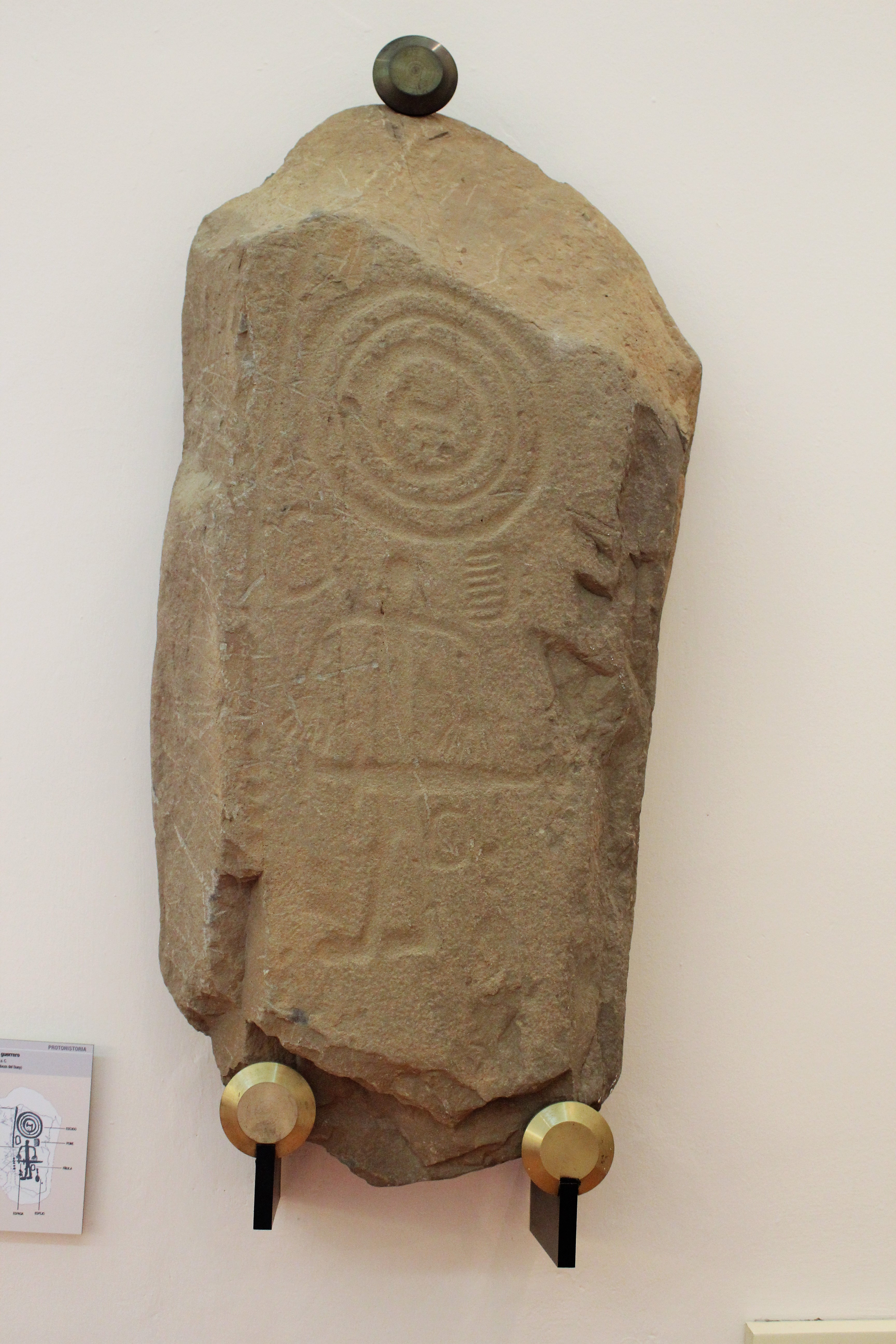
Estela de guerrero. -VI a. C. El Corchito.

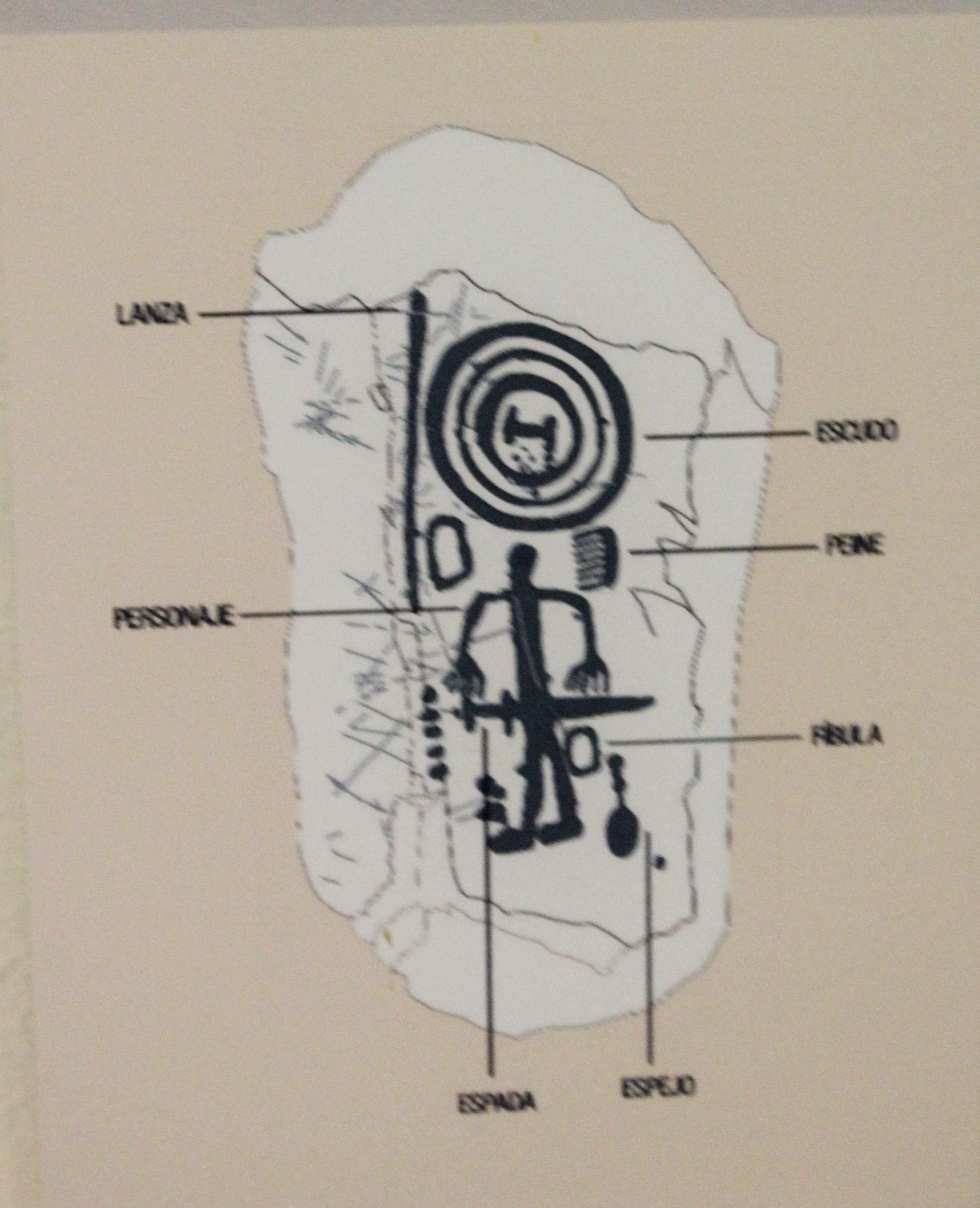
Esquema de estela de El Corchito. Cabeza Buey.

Está realizada en una losa de arenisca y tiene unas dimensiones de 99 x 52 x 21 cm. Apareció en el lugar llamado «El Corchito» situado en el término municipal de Cabeza del Buey. Tiene forma rectangular y la decoración es ancha y profunda, hecha mediante la técnica del «repiqueteado». La figura principal ocupa la parte central de la estela y tiene forma de figura humana. Se diferencian claramente la cabeza, el tronco rectangular, los brazos que caen paralelos al cuerpo, las piernas tiene una cierta abertura con los dos pies hacia la derecha y en las manos están  diferenciados los dedos. Tiene una espada cruzada al cuerpo a la altura de ca cintura con una empuñadura muy marcada.
Entre los adornos auxiliares tiene una especie de fíbula a la izquierda, un espejo en el que están muy diferenciados el marco y el mango; a la derecha y a la altura de la cabeza tiene un peine de cinco púas y a la izquierda un objeto de forma cuadrada de difícil interpretación. La parte superior, por encima de la cabeza del guerrero está dibujado un escudo formado por tres círculos concéntricos con  la abrazadera del escudo resaltada en su centro y una lanza de gran tamaño dispuesta de forma paralela al guerrero.
Está inventariada en el museo con el n.º 4467

### Estela de La Yuntilla Alta

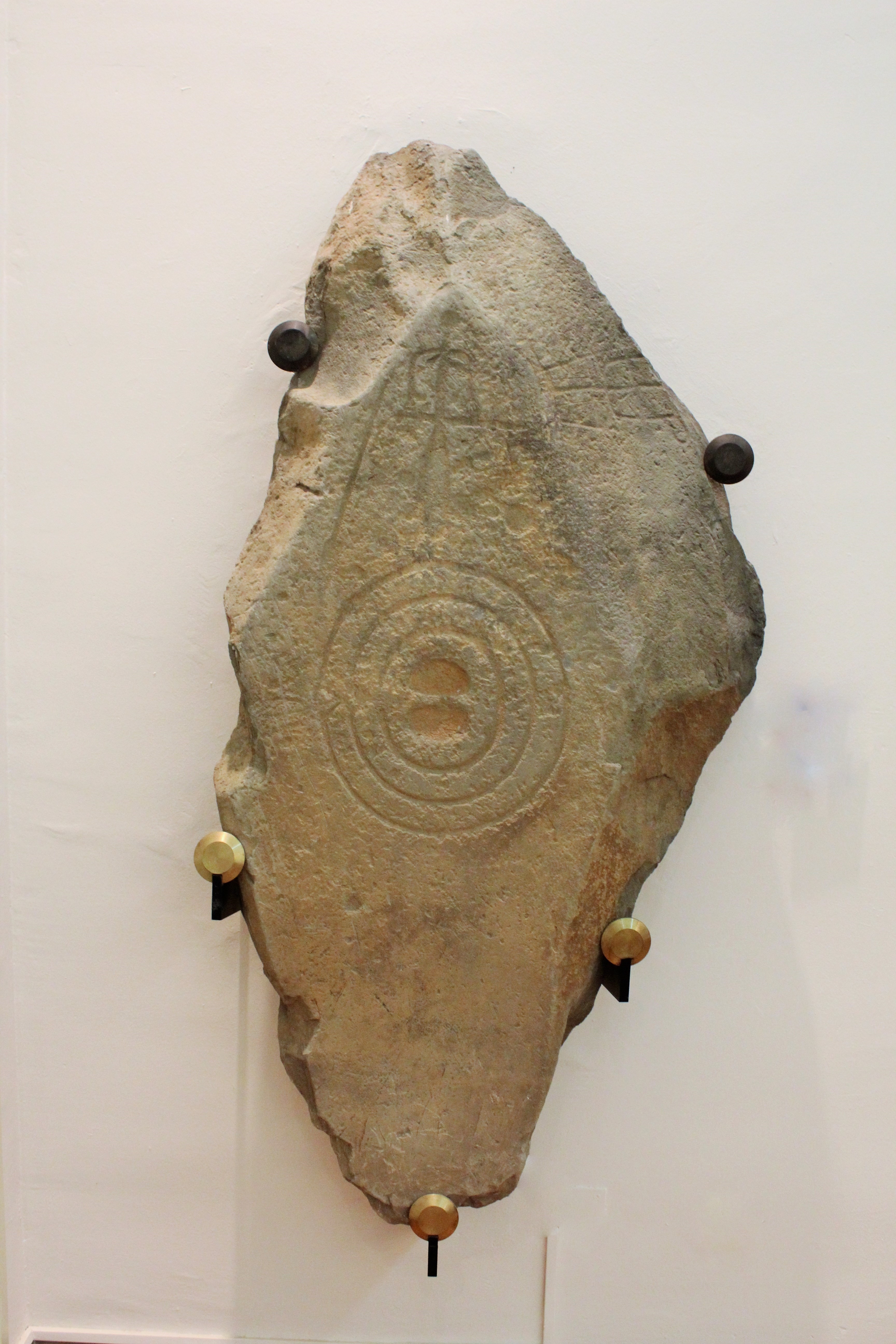
Estela de guerrero. -VII a. C. La Yuntilla Alta. Cabeza del Buey.

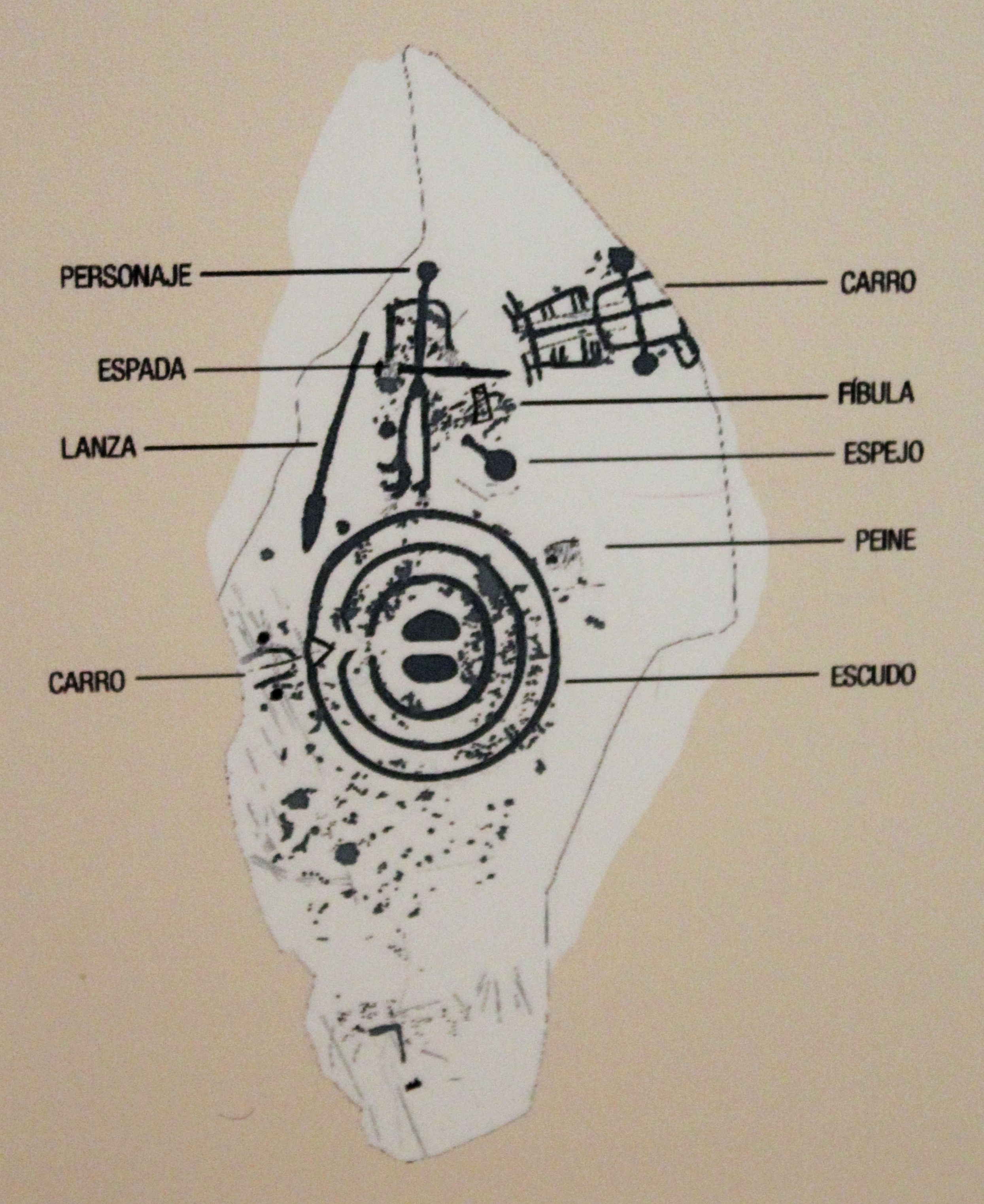
Esquema de la estela de guerrero en La Yuntilla Alta. Cabeza Buey.

La piedra es de cuarcita, roca metamórfica dura con alto contenido de cuarzo. Como tiene una meteorización lenta, su resistencia a la erosión hace que formaciones de cuarcita sobresalgan en el paisaje. Tiene forma  romboidal y es de gran tamaño ya que sus dimensiones son 174 x 88 x 24 cm si bien solo está tallada en los dos terceras partes superiores. Apareció en el lugar llamado «La Yuntilla Alta» situado en el término municipal de Cabeza del Buey.
El tercio superior está ocupado por la figura principal que suele ser la figura humana. Tiene cabeza redonda y los brazos caídos, paralelos al cuerpo; tiene ligeramente abiertas las piernas y los dos pies están dirigidos hacia la derecha; en el pecho tiene dos líneas inclinadas que le cruzan solamente una mitad del torso. Tiene una espada cruzada a la altura de la cintura con la empuñadura a la derecha, empuñadura que está bien definida y que el personaje la agarra con los dedos, muy diferenciados, de la mano derecha.
Debajo de la figura, ocupando la parte central del rombo, está dibujado un  gran escudo de tres círculos concéntricos con dos detalles muy diferenciados: una abertura para la zona del cuello o «escotadura» y un asa o agarradera simulada mediante dos semicírculos opuestos por el diámetro. A la izquierda, hacia el tercio superior del escudo figura un peine con las púas muy finas. En la parte izquierda del guerrero, a la altura del pecho y en un rebaje inclinado de la estela, hay una figura de gran mérito por su alta definición: Se trata de un carro cuya caja tiene las esquinas redondeadas con dos ruedas, dos asideros. El carro está tirado por dos cuadrúpedos representados con las patas hacia adentro, es decir, hacia el varal, unidos por un yugo. También se observan las riendas de gobierno de los animales dibujadas mediante unas líneas finísimas. Todo ello hace que el conjunto tenga una gran calidad figurativa.
A la derecha del guerrero, al lado  de la escotadura del escudo hay un dibujo de otro carro más pequeño y menos definido que el anterior. Solo se percibe su forma  elíptica donde no aparecen los animales de tiro pero sí los dos asideros y las dos ruedas. Está inventariada en el museo con el n.º 10 814.

### Estela de  Capote

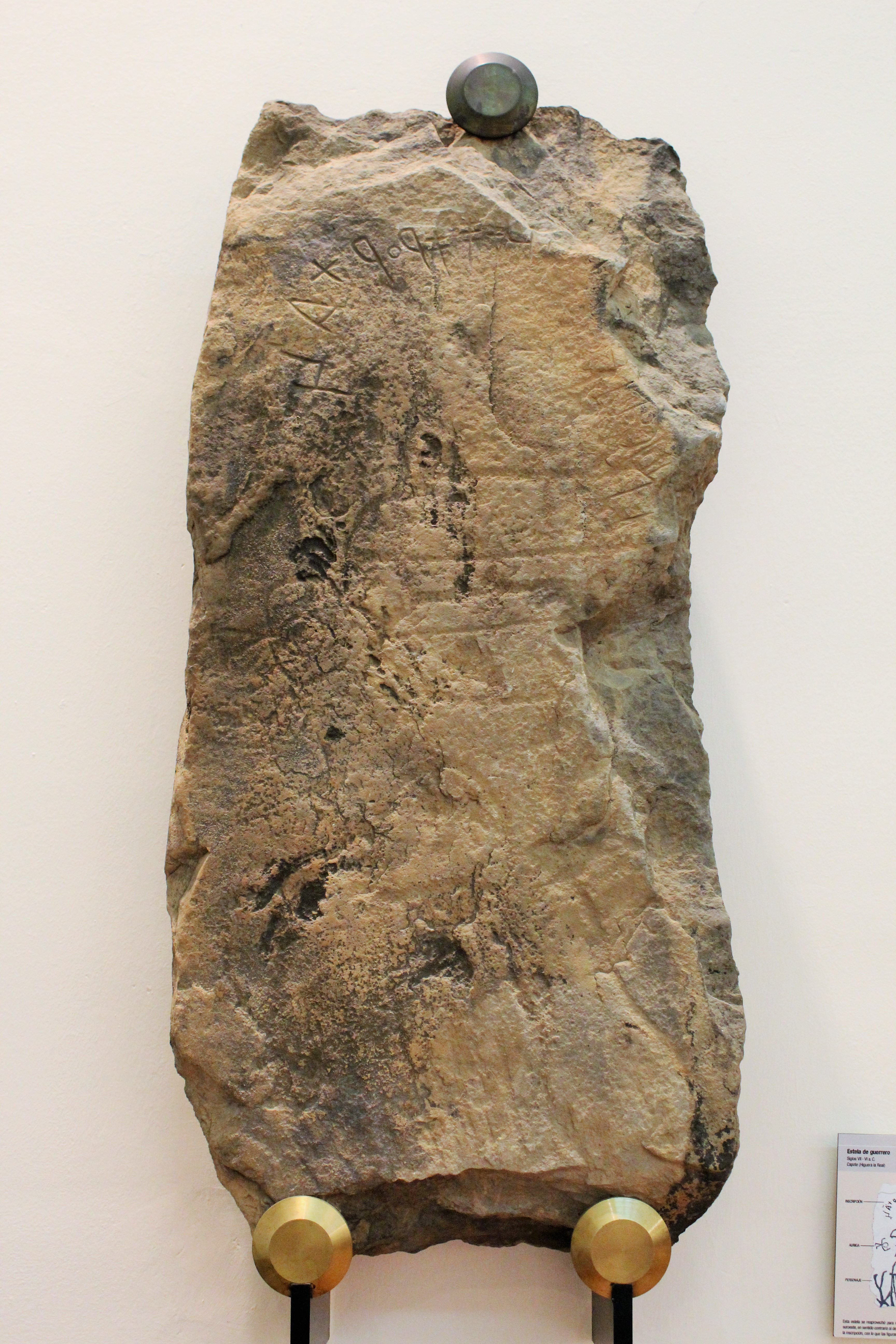
Estela de guerrero. Capote. Higuera la Real.

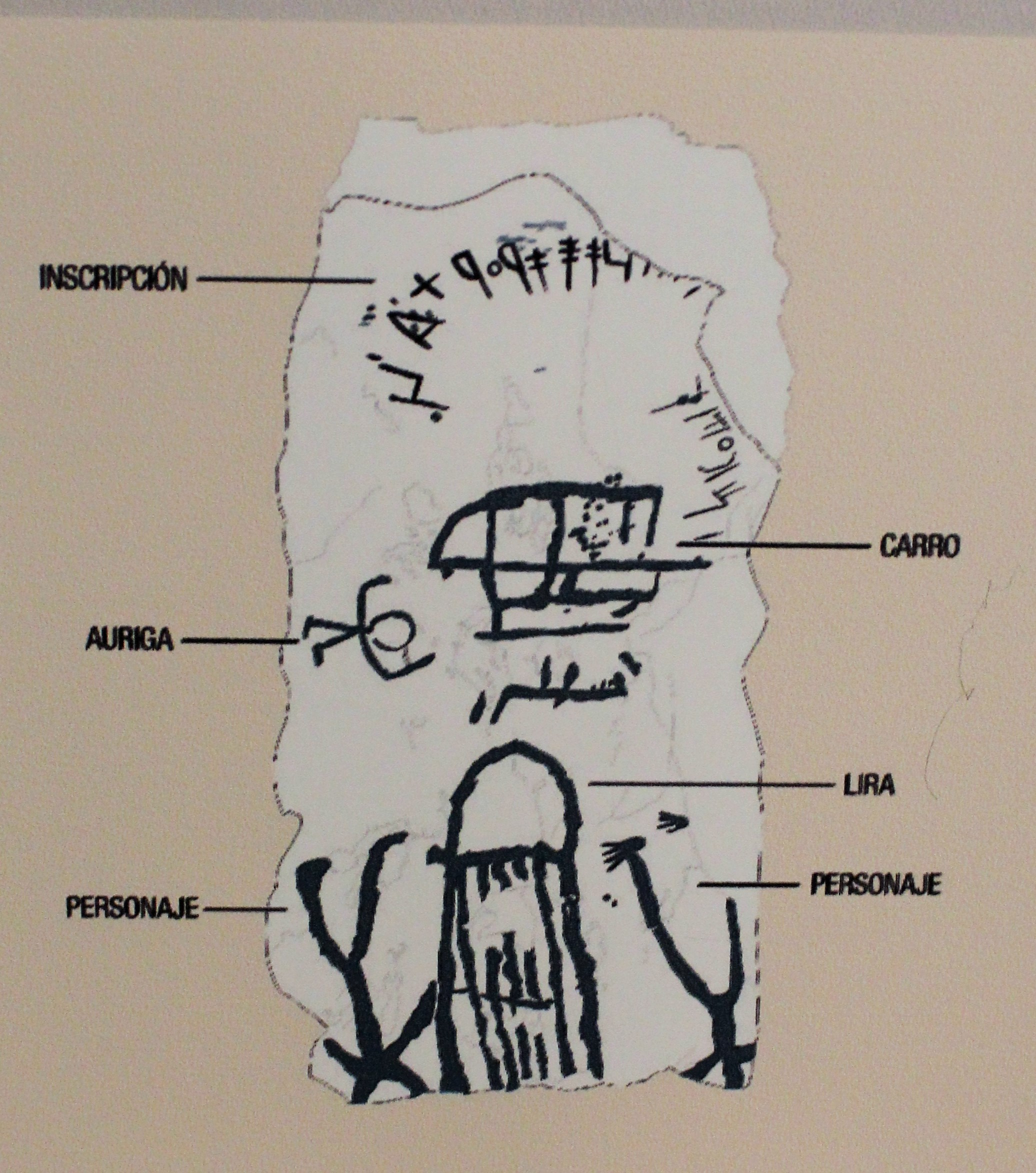
Esquema de la estela de guerrero de Capote. Higuera la Real.

La piedra es de cuarcita, roca  metamórfica dura con alto contenido de cuarzo y sus dimensiones son 97 x 47 x 16 cm. La laja tiene forma rectangular y apareció en el lugar llamado «Capote» situado en el término municipal de Higuera la Real. La estela está decorada solamente por la parte frontal, que está fracturada por casi todo su perímetro, pero esta decoración se distingue con dificultad.
En el  museo está expuesta en posición invertida para que pueda reconocerse mejor la inscripción tartésica, ya que está realizada en sentido contrario a las figuras y objetos que son el motivo de la estela. En la parte inferior de la figura dispone de una lira de gran tamaño con una caja de resonancia curva en su extremo inferior. También se distinguen sin dificultad las cinco cuerdas y dos líneas perpendiculares a ellas que bien podrían ser los «trastes». A cada lado hay una figura humana de la que solo están visibles el tronco y las extremidades. En el centro de la estela, hacia la zona inferior se distingue una figura humana con una gran cabeza redonda, sin tronco y con los brazos abiertos hacia arriba como dispuesto a agarrar alguna cosa, las piernas algo abiertas y los pies dirigidos hacia su izquierda. Detrás de esta figura hay dibujado un carro del que solo aparecen los dos cuadrúpedos y las riendas con las que los gobierna.
La característica que diferencia la estela respecto a las demás es un texto tartésico que hay en el otro extremo de ella. Está realizado con un trazo muy fino y en forma de semicírculo en el extremo opuesto al arpa. Según las referencias de las inscripciones de  Monumenta Linguarum Hispanicorum IV, J.54.1, una de las lecturas podría ser: Primera línea: ]+ik(e)ei+l  : Segunda línea: ]uosorert(a)au[.
En el escrito se presentan varios puntos conflictivos ya que «i» podría ser «n» pero no parece posible que fuera «l» , más bien podría ser «a» o «k(a)». Si en vez de lo anterior fuera «t(u)», una línea se inclinaría hacia arriba por lo que se formaría una sola línea y no dos. No parece haber más letras perdidas y la alternativa a la lectura anterior, más verosímil que la de  Monumenta Linguarum Hispanicorum podría ser la siguiente: ]+ik(e)en+a+[— –]uoseret(a)at(e)e.
La estela de Capote está inventariada en el museo con el n.º D.760.

### Estela de la Finca Las Puercas

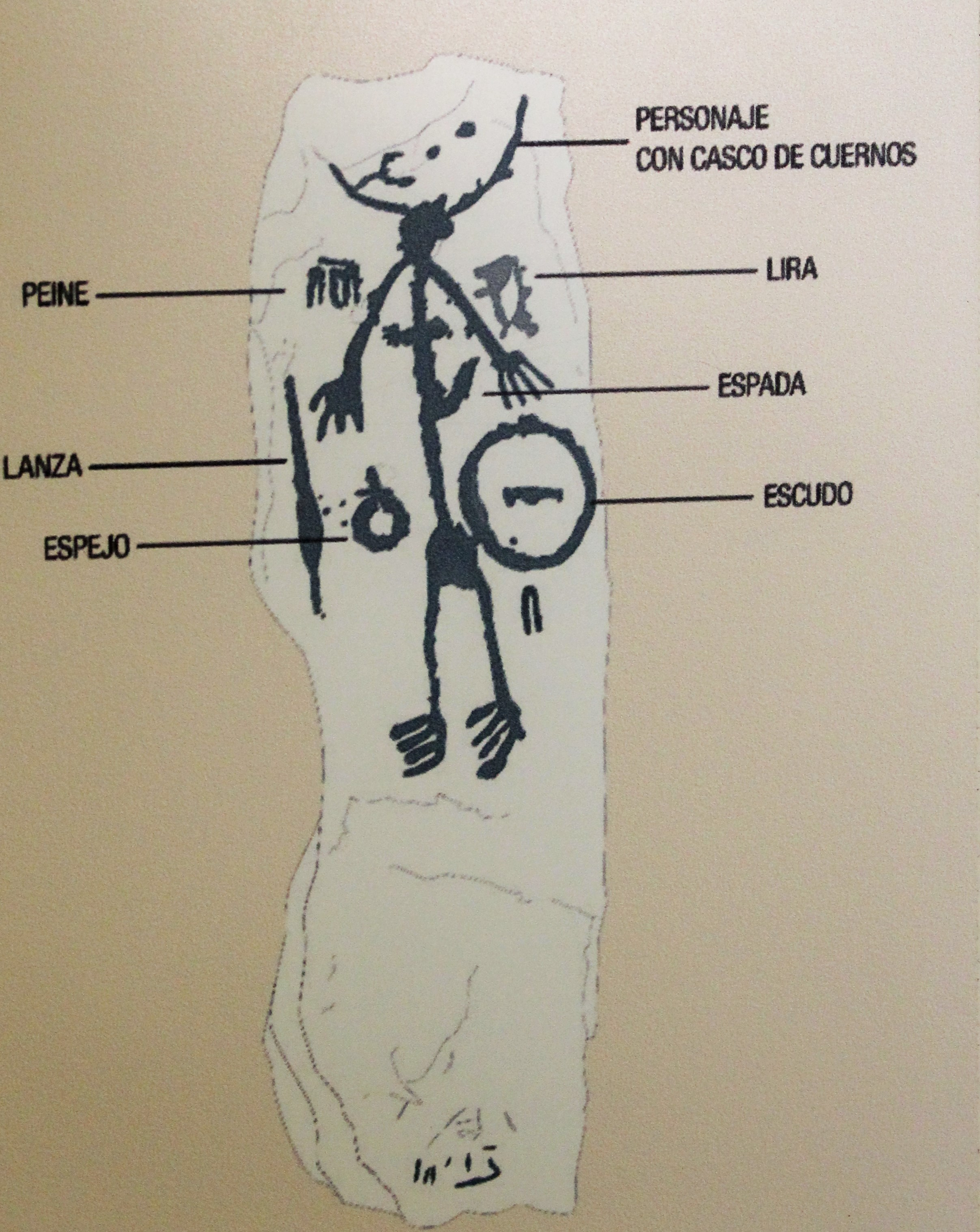
Esquema de la estela de guerrero de la Finca Las Puercas. Esparragosa de Lares.

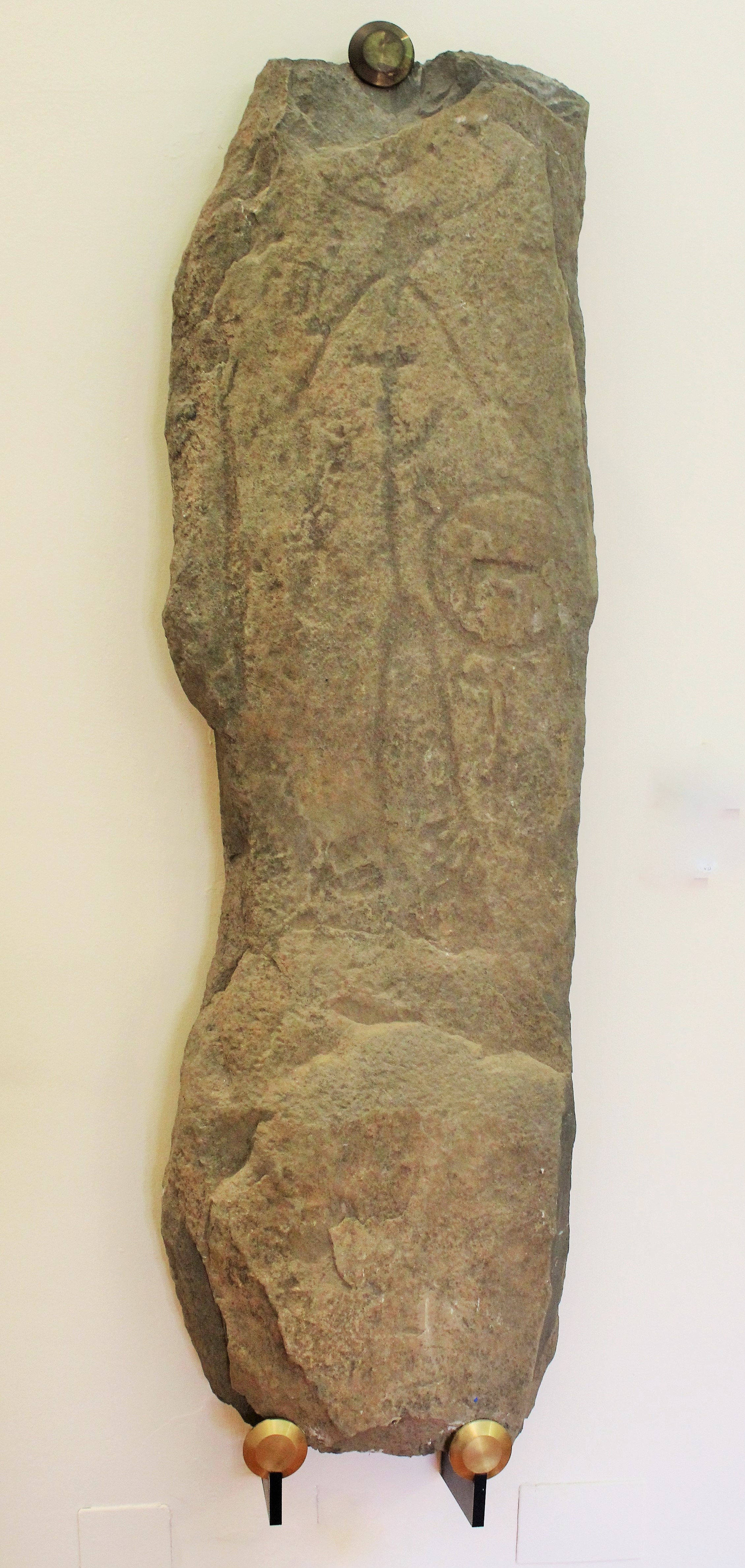
Estela de guerrero de la Finca Las Puercas. Esparragosa de Lares.

La piedra sobre la que se ha dibujado la estela es cuarcita. Sus dimensiones son 176 x 54 x 15 cm y apareció en la zona llamada «Finca Las Puercas» o simplemente «Las Puercas».Según se observa por sus dimensiones, es una pieza alargada y tiene una superficie bastante rugosa y con pequeñas cavidades. Los dibujos ocupen las dos terceras partes superiores de la estela y su parte inferior es más estrecha y, al no tener motivos de decoración, parece ser que fue dispuesta para ser clavada sobre el terreno.
Entre los diferentes dibujos destaca por su gran tamaño y cantidad de detalles, una  figura humana que ocupa la práctica totalidad de la parte de la estela que, en principio, debería quedar al descubierto. El eje vertical del cuerpo coincide con el de la estela. Los motivos secundarios se reparten a ambos lados de la figura humana. Tanto las manos como los pies tienen bien diferenciados los cinco dedos de cada miembro si bien los de las manos están más difuminados por lo que puede parecer que tiene cuatro dedos en cada mano. Los dedos de ambos pies están dirigidos hacia la derecha. 
La cabeza tiene forma  circular de la que parten dos líneas curvas arqueadas hacia arriba a modo de cuernos que podrían ser los de un ciervo que salen de un casco. Entre ambos cuerno hay una serie de puntos en línea recta. El tronco está representado por una ancha línea recta vertical al que cruza una espada a la altura de la cintura. A la altura del pecho tiene otro trazo perpendicular al tronco que del que no se conoce su significado.
A los lados de los brazos y hacia el exterior  de la figura, a la altura de lo que podrían ser los hombros, se distingue una  lira en la zona derecha y un peine en el otro lado. Un poco más hacia el exterior, a la altura de la cintura, se muestra un escudo de forma circular con la abrazadera en el centro y una lanza o espada al otro lado. Cerca de la mano derecha está representado un círculo con mango que podría ser un espejo; al otro lado dos líneas verticales unidas en el extremo superior por otra horizontal.
Está catalogada en el museo con el n.º 11109.

### Estela de La Pimienta

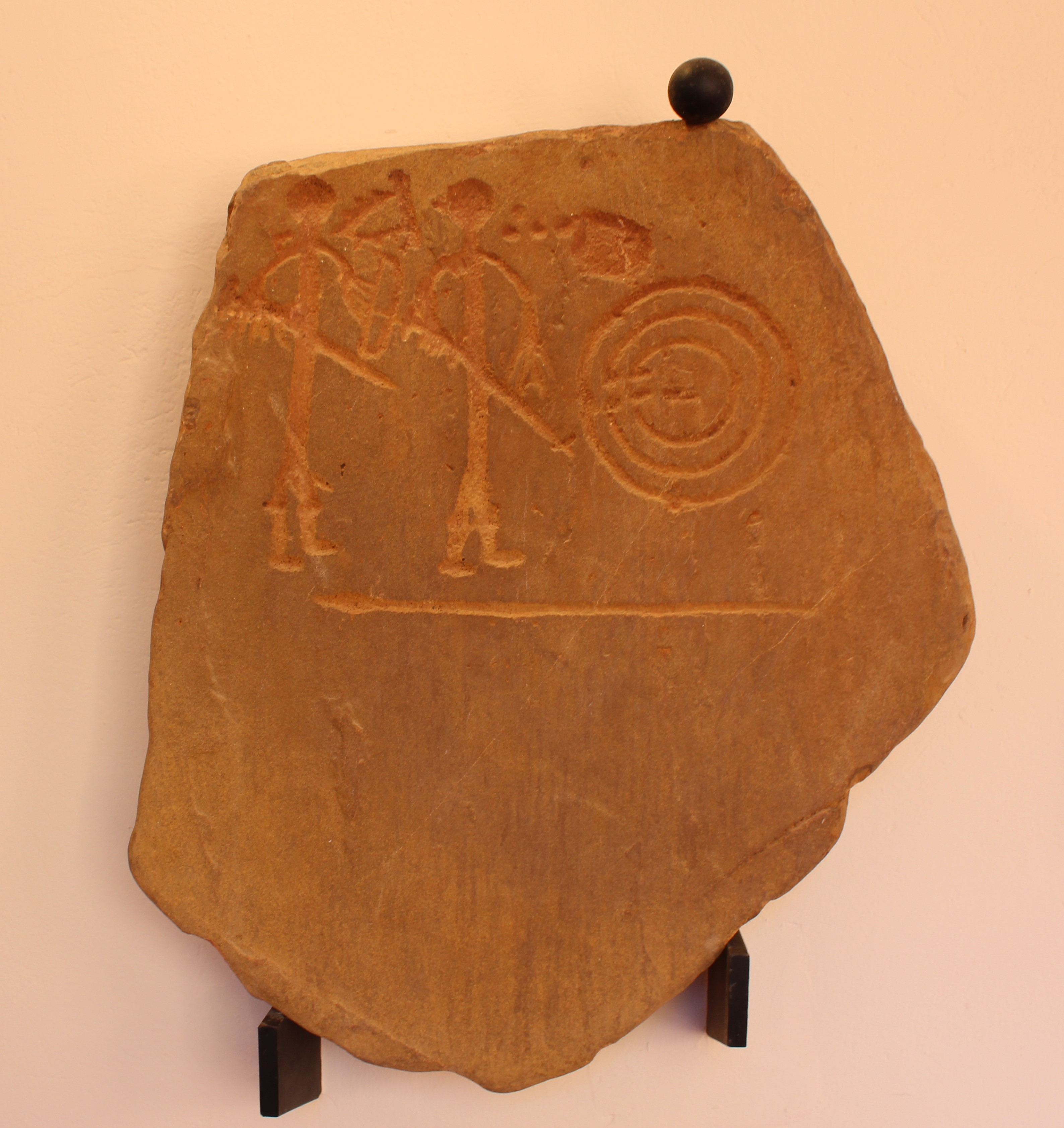
Estela de guerrero. La Pimienta. Capilla. Badajoz.

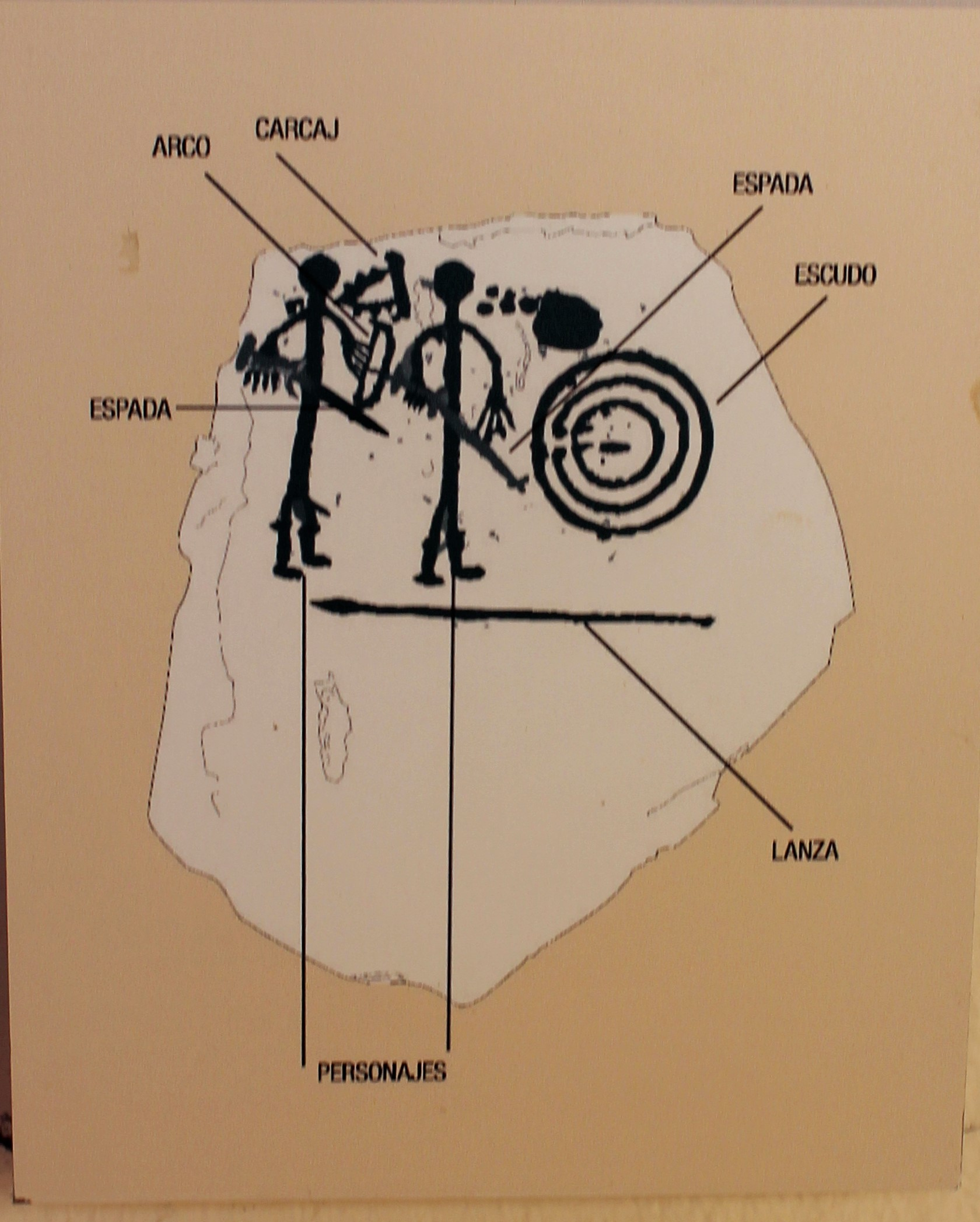
Esquema de estela de guerrero. Pimienta. Capilla. Badajoz.

La piedra sobre la que se ha dibujado la estela es cuarcita.Sus dimensiones son 75 x 64 x 15 cm y apareció en la zona llamada «Finca La Pimienta» o simplemente «La Pimienta», en el término municipal de  Capilla. Tiene forma  poligonal, más concretamente de un pentágono bastante regular.
Dispone de una lanza que cruza horizontalmente la estela hacia la mitad de ella en la que, en su parte superior, se muestran los decorados, dejando la parte inferior sin dibujos. En la parte superior izquierda de la estela, siempre por encima de la lanza, están representados dos guerreros. Ambos tiene las cabezas redondas, tienen los brazos bajados y se aprecian individualizados los dedos. Los dos guerreros tiene espadas que cruzan el cuerpo a la altura de la cintura, ligeramente inclinadas y casi paralelas.
Los cuerpos están representados por trazos gruesos y muy alargados en relación con la longitud de las piernas que aparecen separadas con los pies de ambos dirigidos hacia la izquierda en posición de marcha. A la altura de las rodillas tienen líneas que podrían ser el final de la vestimenta. La figura de la izquierda tiene dibujado un arco con una flecha en la mano derecha y el carcaj situado a la altura de la cabeza. La figura de la derecha tiene una cazoleta rectangular y una serie de puntos de menor tamaño a la altura de la cabeza de difícil interpretación. A la derecha de ambos está dibujado un gran escudo formado por tres círculos concéntricos, con la escotadura a la izquierda y un asidero en el centro.
Está inventariada en el museo con la referencia D.4784.

### Estela de la Dehesa de Benquerencia

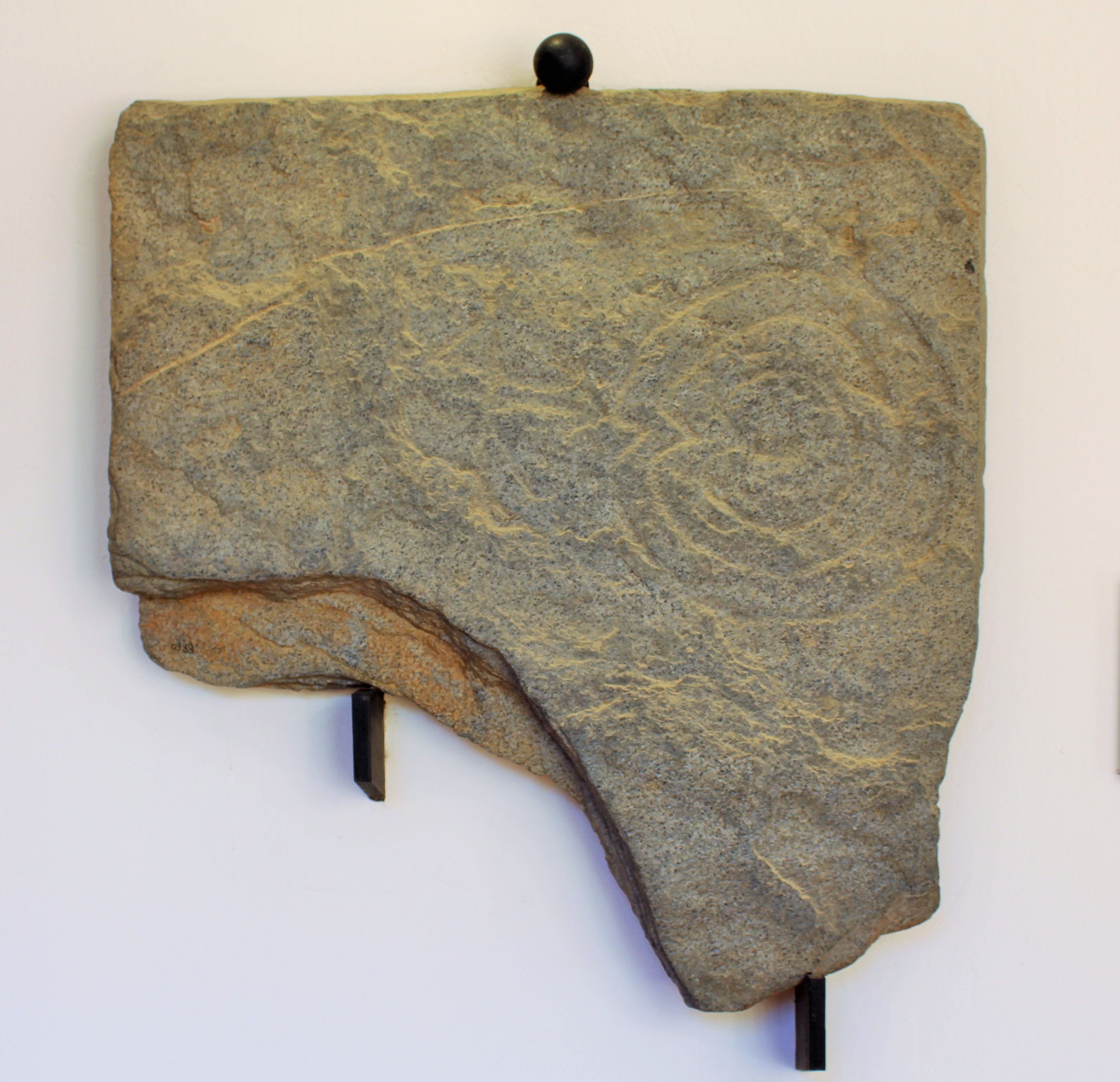
Estela de guerrero de la Dehesa de Benquerencia de la Serena. Badajoz.

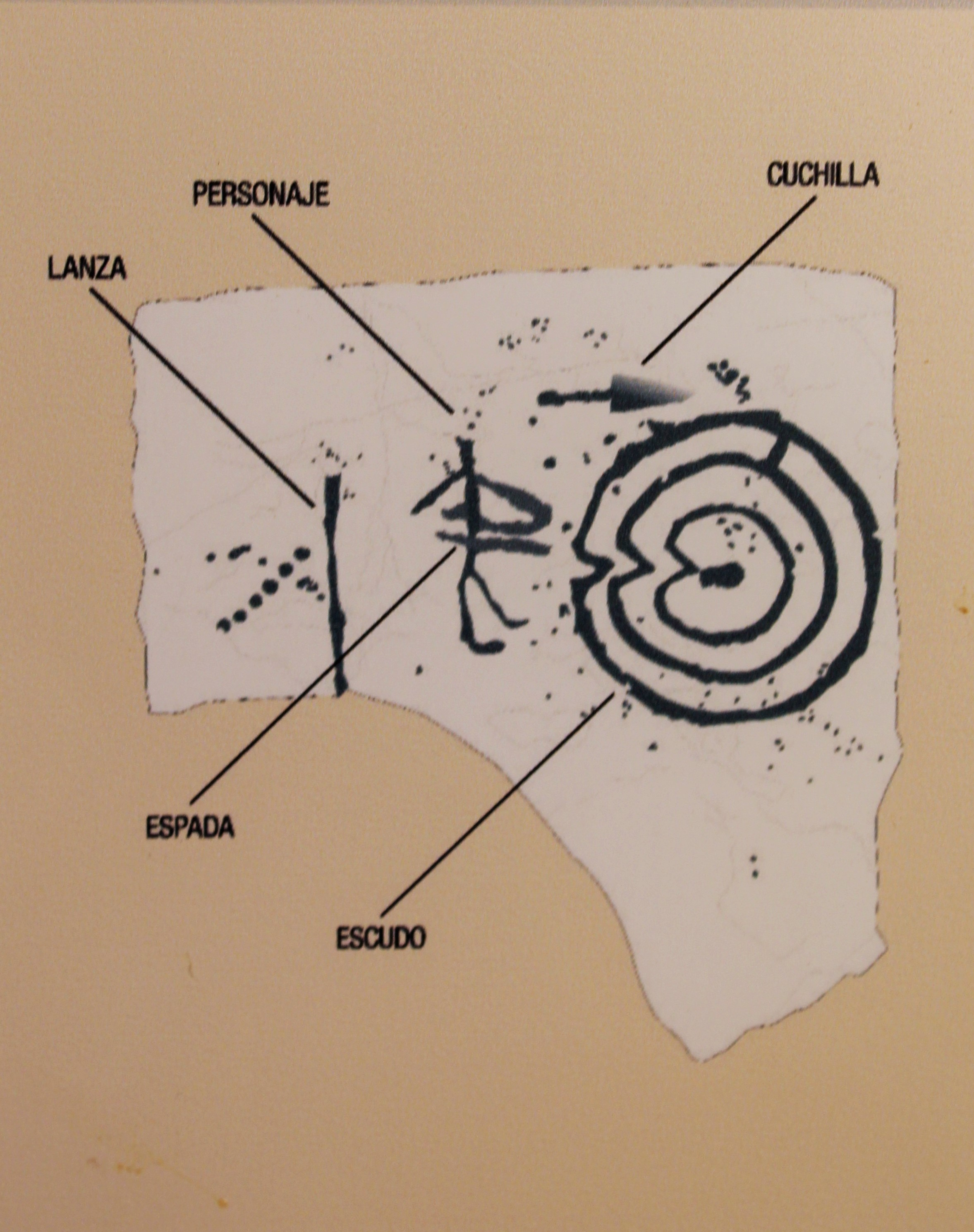
Esquema de estela de guerrero de la Dehesa de Benquerencia.

La estela está hecha sobre una laja de  esquisto mosqueado, grupo de rocas caracterizados por la preponderancia de minerales laminares que favorecen su fragmentación en capas delgadas, de forma casi cuadrada a la que le falta el ángulo inferior izquierdo. La superficie es bastante rugosa lo que dificulta la interpretación de los elementos de los dibujos. Sus dimensiones son 77 x 71 x 10 cm y apareció en el paraje denominado la Dehesa de Benquerencia en el municipio pacense de Benquerencia de la Serena.
El personaje está situado en el centro de la estela tiene la cabeza circular poco marcada, las piernas están abiertas y una de ellas, la izquierda, está adelantada, los pies están marcados pero sin diferenciar los dedos y los brazos están caídos pero a cierta distancia del cuerpo. Está representado con una espada cruzada en la cintura y a su derecha, izquierda desde el punto de vista del lector, tiene una lanza vertical y con la punta hacia arriba. A la izquierda de esta hay una serie de puntos gruesos alineados de difícil interpretación. 
En la mitad derecha de la estela hay un escudo compuesto por tres círculos concéntricos con un asidero rectangular y la escotadura en sentido horizontal, perpendicular a la línea del cuerpo del personaje. Por encima del escudo hay una imagen parecida a una flecha, de difícil identificación, que podría ser una cuchilla o elemento similar.
Está inventariada en el museo con la referencia 8860.

### Estela de Bodonal de la Sierra
Se trata de un pequeño fragmento de granito reaprovechado, posiblemente de uno mayor, que apareció en el «Finca de Valera Julia» que está en una ladera de la sierra de ese lugar, junto a varios arroyuelos que confluyen en otro mayor, el arroyo Moriano que, a su vez, es afluente del arroyo del Sillo, cuya cuenca se encuentra en la zona más noroccidental de Sierra Morena; todo ello en el municipio de Bodonal de la Sierra, a unos diez km de donde se encontró la estela de Capote. Sus escasas dimensiones son 38 x 34 x 12 cm y es totalmente diferente a la mayoría de las estelas descubiertas en la provincia de Badajoz tanto por la figura representada como por al tipo de piedra que la soporta. La estela fue aprovechada por uno de los vecinos del caserío de la finca para pavimentar un patio.
La figura detalla un rostro humano con gran precisión en los detalles: la cara, la boca y los ojos están dibujados de tal forma que le dan una expresión de vida. La figura central, el rostro del personaje, está rodeada por una diadema que consta de tres franjas paralelas y que se extienden sobre los laterales y zona superior de la cara. Las dos franjas exteriores están reticuladas, es decir, atravesadas radialmente respecto al centro de la figura por pequeños trazos que dan volumen a las franjas. La interior es lisa y termina en ambos extremos en un círculo a la altura de la garganta de la figura que podrían significar unos pendientes. El cuello está definido por dos trazos paralelos y en su interior hay dos puntos a la misma altura que podría ser el inicio de la figura del cuerpo, no conservado.
Está inventariada en el museo con el n.º D.765.

### Estela de Los Llanos, Zarza Capilla I

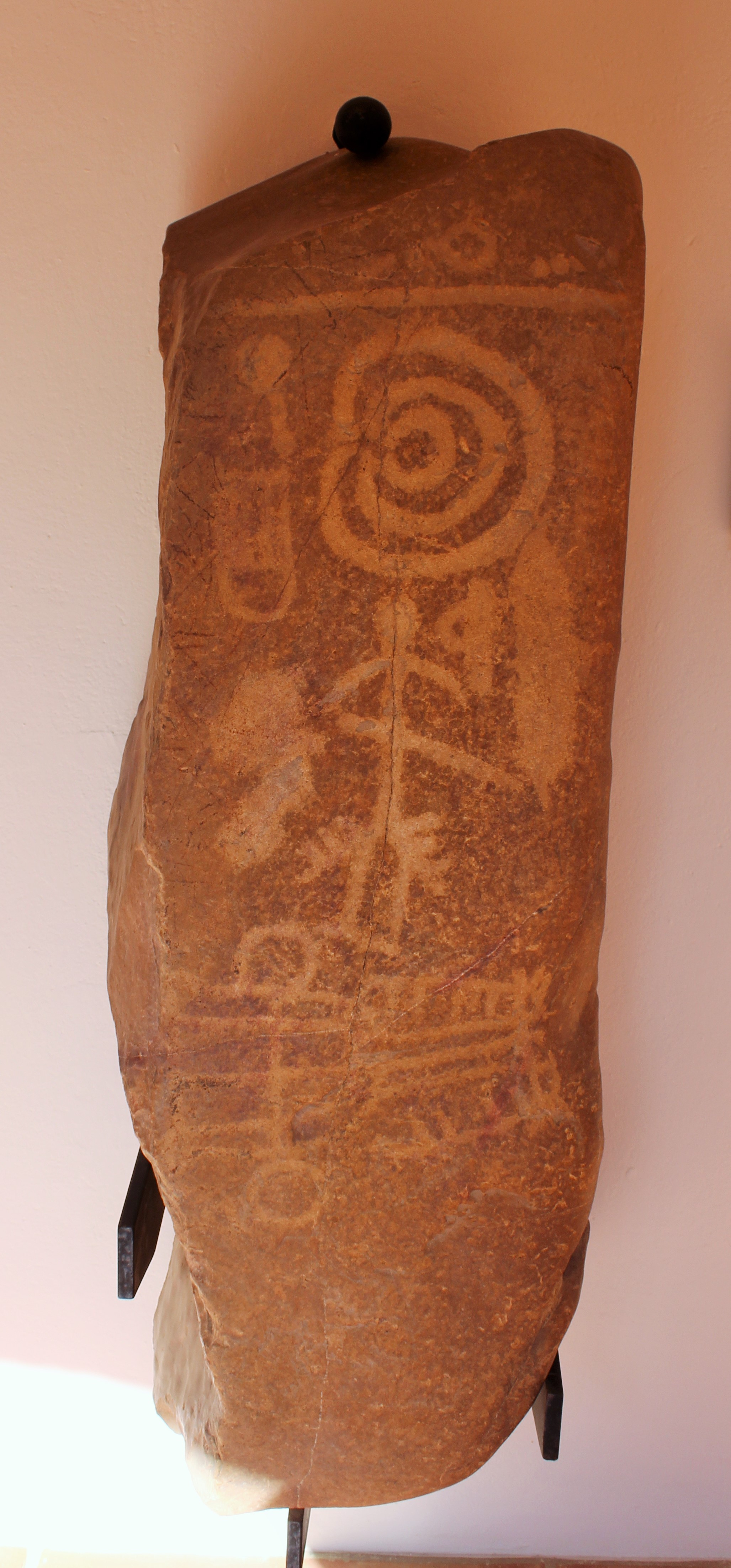
Estela de guerrero de Los Llanos, Zarza Capilla.

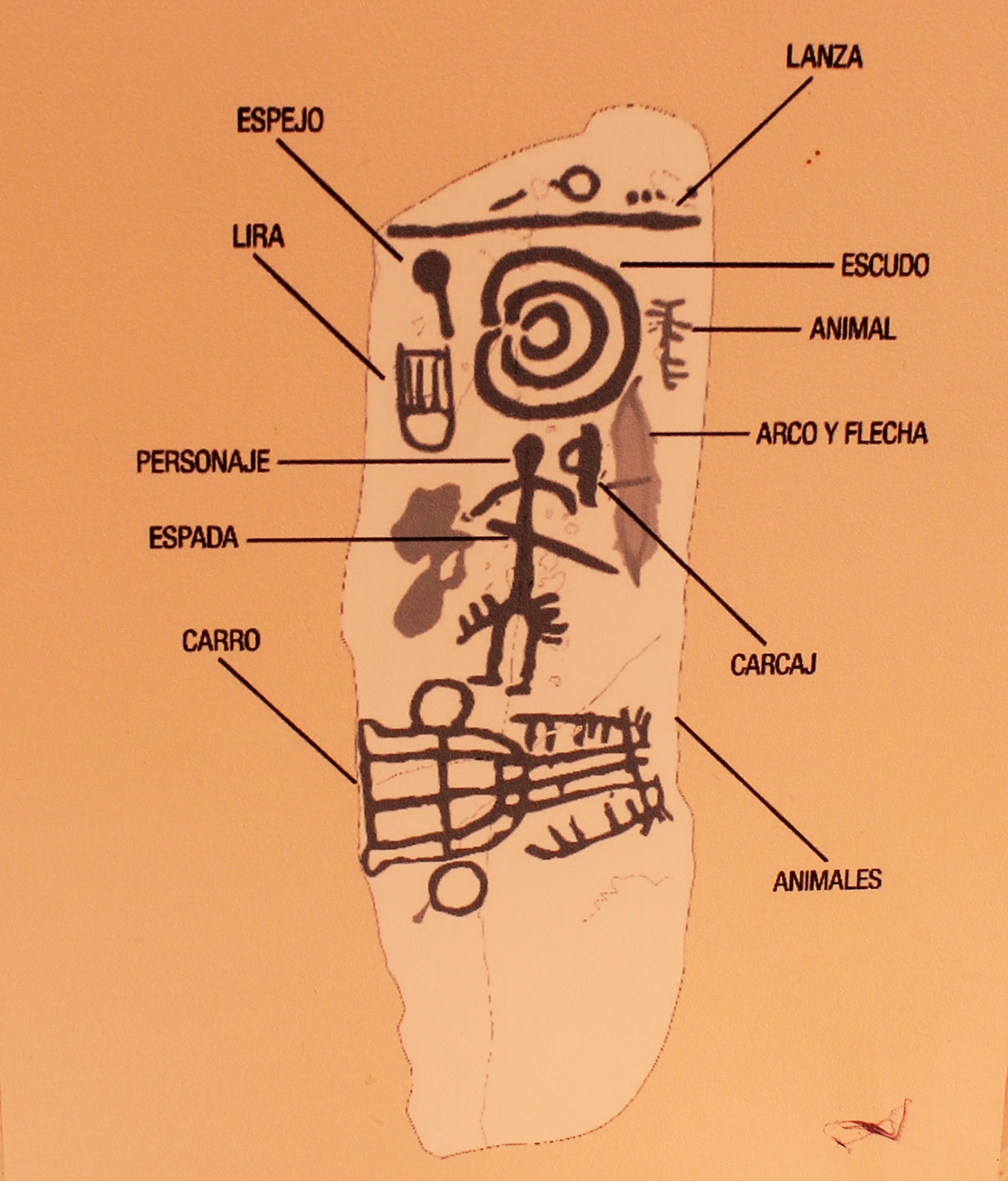
Esquema de la estela de guerrero de Los Llanos, Zarza Capilla.

La base sobre la que figuran los elementos decorativos es un bloque de cuarcita,  roca metamórfica dura con alto contenido de cuarzo, de color rojizo y con forma rectangular. Apareció en la Finca Los Llanos, en el término municipal de Zarza Capilla, en una zona llana pero con una ligera inclinación hacia el arroyo Amarguillo, en las estribaciones de la sierra de Torozo, a 1 km de distancia hacia el sur de Zarza Capilla, en una zona donde hay gran cantidad de bloques cuarcíticos. sus dimensiones son 125 x 40 x 34 cm.
Los dibujos están dibujados con un trazo ancho y ocupan las dos terceras partes superiores del bloque lo que parece indicar que estaba previsto hincar el tercio inferior. El motivo central es una figura humana, con una espada atravesada a la altura de la cintura y vestida con «faldellín», dibujada verticalmente y que divide los demás elementos de la estela. En la parte superior de la estela hay una figura que consta de un mango y un círculo que el profesor Enríquez Navascués interpreta que puede tratarse de un hacha y su mango; a su derecha hay cinco puntos alineados horizontalmente y bajo estos, por encima de la figura humana, una lanza que atraviesa toda la anchura de la estela horizontalmente.
Bajo la lanza y por encima de la figura humana aparece un escudo compuesto por tres semicírculos concéntricos con los extremos sin unir en su parte izquierda lo que puede indicar que sea una «escotadura en V». A la izquierda del escudo figuran un espejo y una  lira; a la derecha hay un cuadrúpedo que podría ser un perro.  A la izquierda del personaje hay un semicírculo cerrado por una ancha línea recta que puede ser un casco o un carcaj y a la derecha figura un arco en disposición de ser disparado que fue borrado posteriormente. En la zona inferior hay un carro compuesto por la caja, un eje perpendicular a ella que une las dos ruedas representadas por dos círculos, tirado por dos animales cuadrúpedos uncidos al varal y gobernados por riendas dibujadas con trazo algo más fino.
Está inventariado con el n.º 10758

### Estela de Los Llanos, Zarza Capilla II

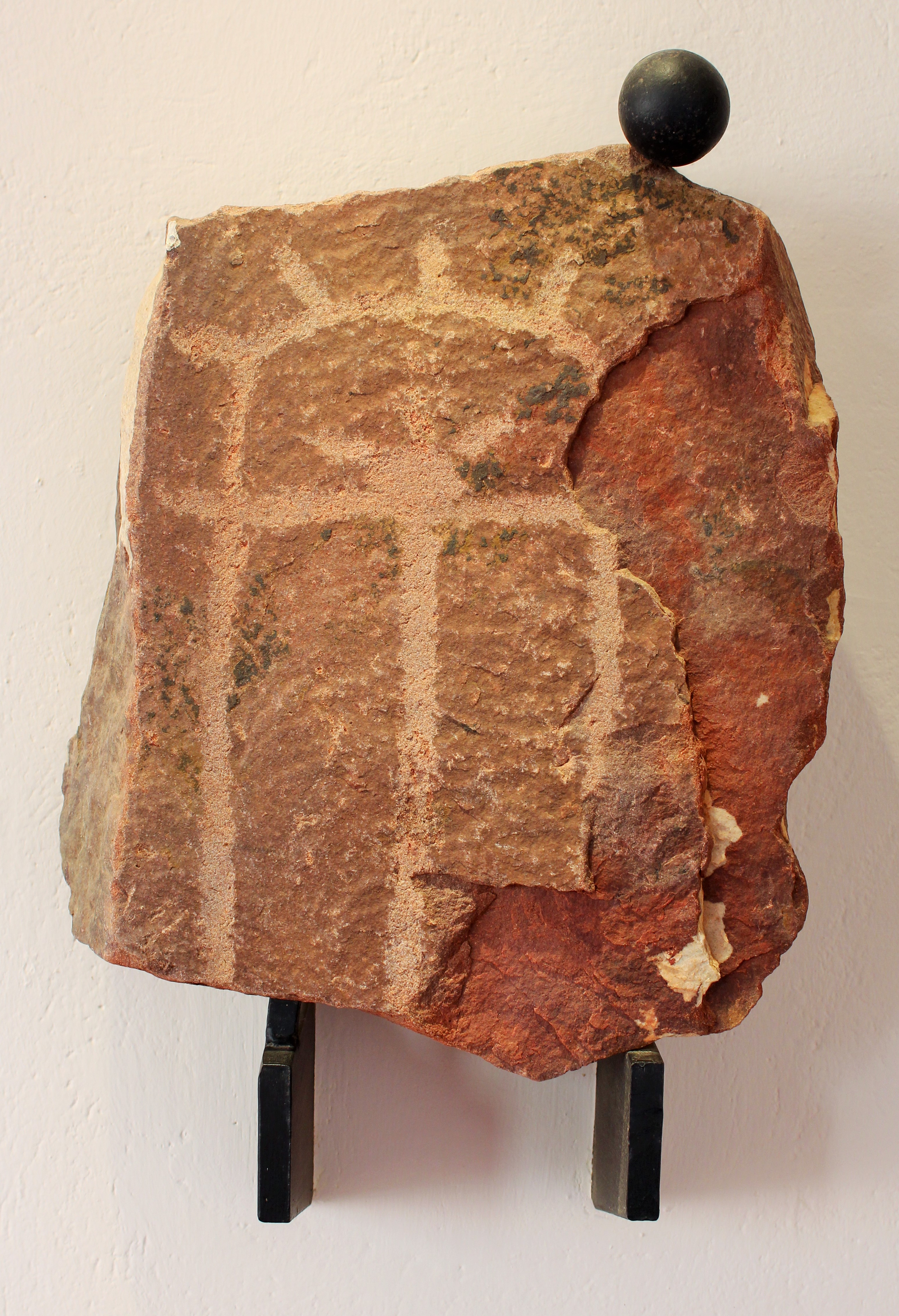
Estela de guerrero de Los Llanos, Zarza Capilla. II.

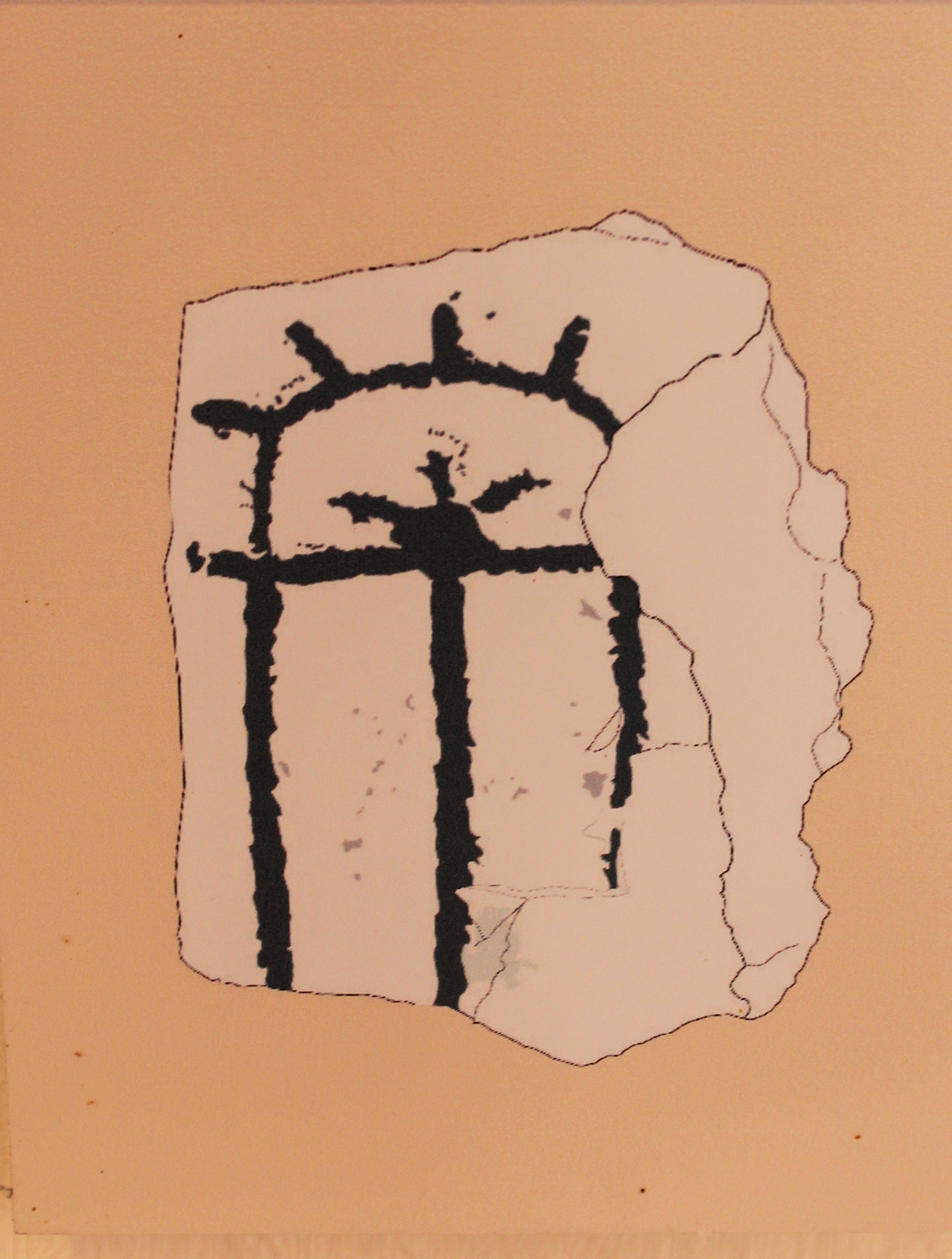
Esquema de estela de guerrero de Los Llanos, Zarza Capilla. II.

Se trata de lo que parece ser la parte superior de una estela de mayores dimensiones. Las de este trozo son 42 x 33 x 16 cm. La piedra soporte de la figura es  arenisca ferruginosa y de ahí su color rojizo. La estela apareció en un paraje de municipio de Zarza Capilla llamado Los Llanos y también El Pedregal. La zona es un llano suavemente inclinado hacia el arroyo Amarguillo, a 1 km al ser de Zarza Capilla, en la zona oriental de la sierra de Torozo, en una zona donde se llevaron gran cantidad de piedras de la «dehesa boyal».
La roca donde se ha grabado la figura es un fragmento exfoliado en el que el  los trazos claros del dibujo, que se ha realizado mediante el sistema de piqueteado, destacan sobre el tono de la base, que es más oscuro. La figura representada es muy esquemática, de pocos y sencillos trazos, lo que dificulta la interpretación de ellos. Consta de tres líneas verticales cortadas a la altura del tercio superior de la figura por otra, perpendicular a ellas en la que su centro está más destacado y del cual parten tres cortas líneas en forma radial. Sobre este conjunto hay un semicírculo a modo de diadema del que parten cinco líneas de forma radial de las siete que parece ser que tenía, dada la disposición simétrica de ellas.
La interpretación de esta sencilla figura es la de la esquematización de una figura humana que está coronada por una gran diadema. Está inventariada con el n.º 14316.

### Estela de El Mato, Belalcázar, Córdoba

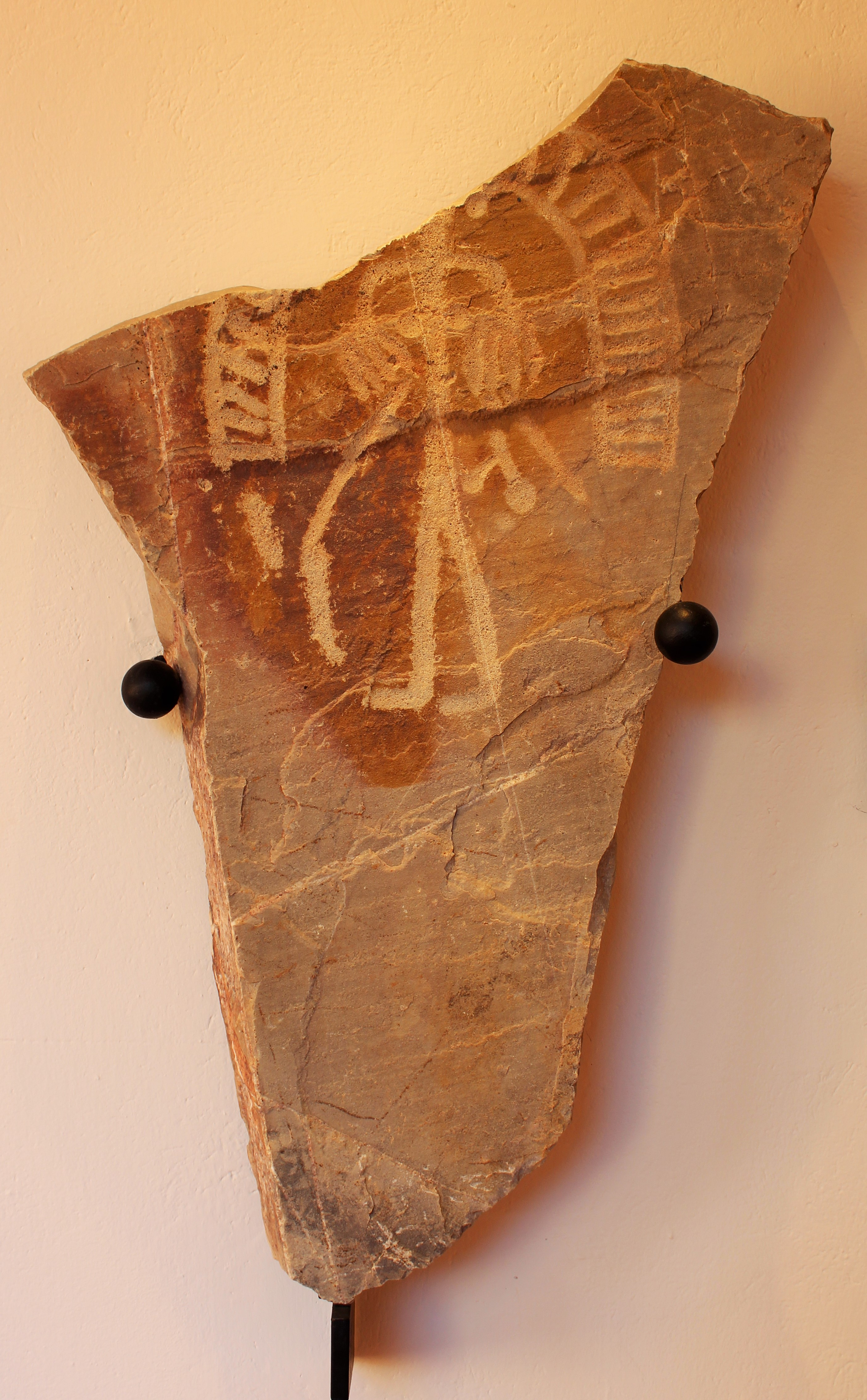
Estela de guerrero de El Mato, Belalcázar, Córdoba.

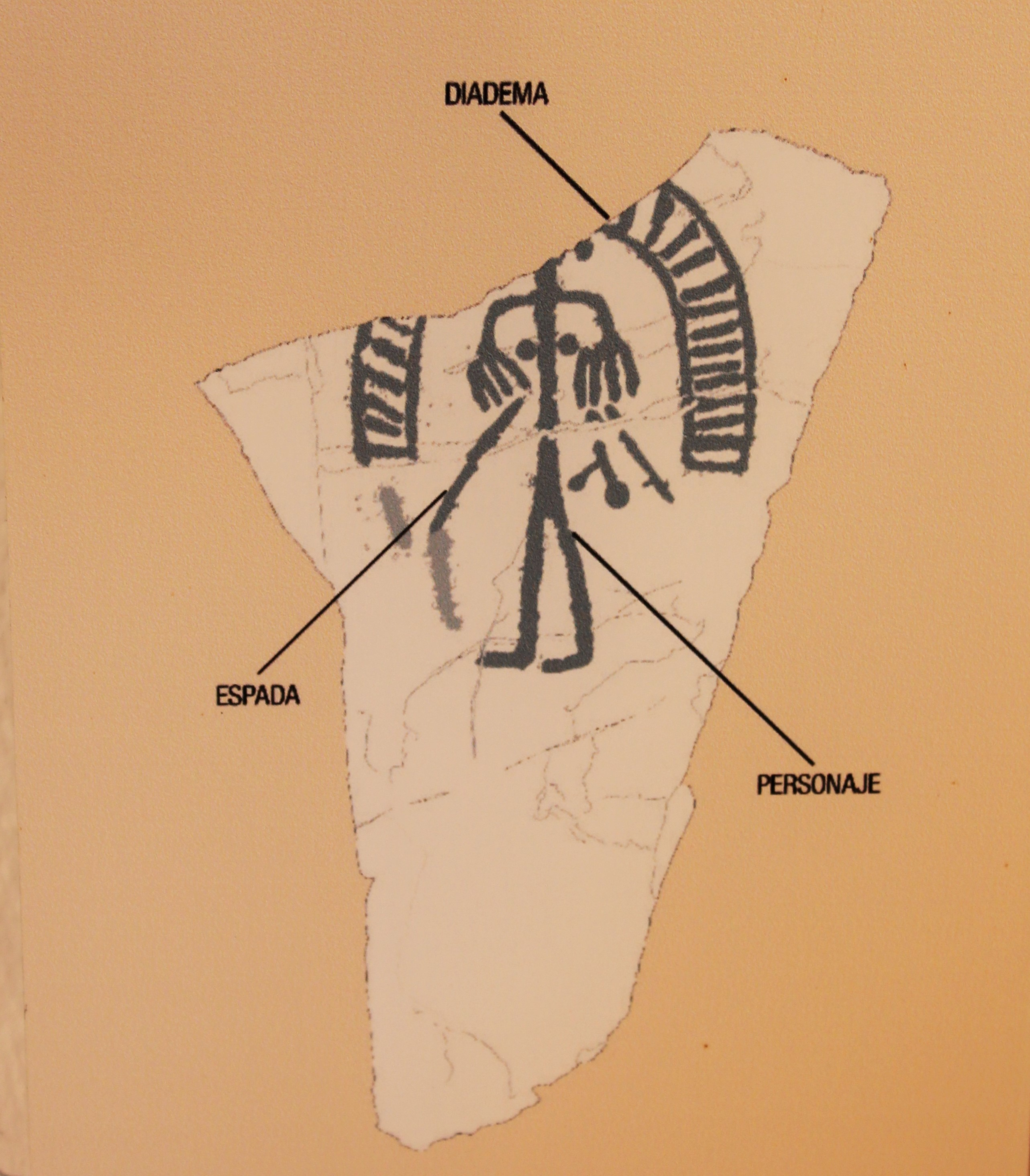
Esquema de estela de guerrero de El Mato, Belalcázar, Córdoba.

Se trata de un trozo  de la estela original que tenía forma triangular. Al trozo conservado le falta la parte superior izquierda. El material base de la piedra es cuarcita y las dimensiones son 100 x 55 x 15 cm. Apareció en el paraje denominado «Finca El Mato», en el municipio de Belalcázar, en la provincia de la  provincia de Córdoba. El hallazgo fue casual ya que se encontraba removida y en la superficie del terreno en la vega del río Guadamatilla, muy cerca de la desembocadura del río Guadamatila al río Zújar.
Al ser una figura diademada indica que es una representación femenina, máxime si se tiene en cuenta que los dos puntos que aparecen a la altura del pecho pueden significar los pechos de una mujer. La composición dibujada es la de una figura humana con varios objetos a derecha e izquierda y rodeada en la parte superior por dos semicírculos concéntricos compartimentados mediante trazos radiales semejantes a una diadema. El trazo es ancho está ejecutado mediante la técnica del «repiqueteado» que lo deja bien concreto. Carece de cabeza ya que es trozo que falta es el que corresponde a ella. A la derecha de la figura aparece un punto que podría ser un pendiente. El tronco es rectilíneo y paralelo a la dimensión mayor de la pieza. Del tronco salen líneas que se asemejan a los hombros y luego descienden hasta terminar en unas manos gruesas y de cuatro dedos cada una; tiene las piernas ligeramente separadas con los piés hacia la derecha del personaje.
En cuanto a los objetos que le acompañan, tiene una espada en la mano derecha, recta en su primera mitad y curvada en la segunda. Esta segunda mitad está realizada con una técnica diferente a la de la primera. Más separada del cuerpo hay otra línea de menor longitud que la espada y que es de difícil interpretación. Debajo de la mano izquierda hay dibujados dos objetos, también de difícil interpretación: un dibujo formado por dos líneas en ángulo y con una especie de bolas en sus extremos y una línea recta más al exterior.
La estela está inventariada con el n.º 10817

### Estela de Vega de San Miguel, Capilla

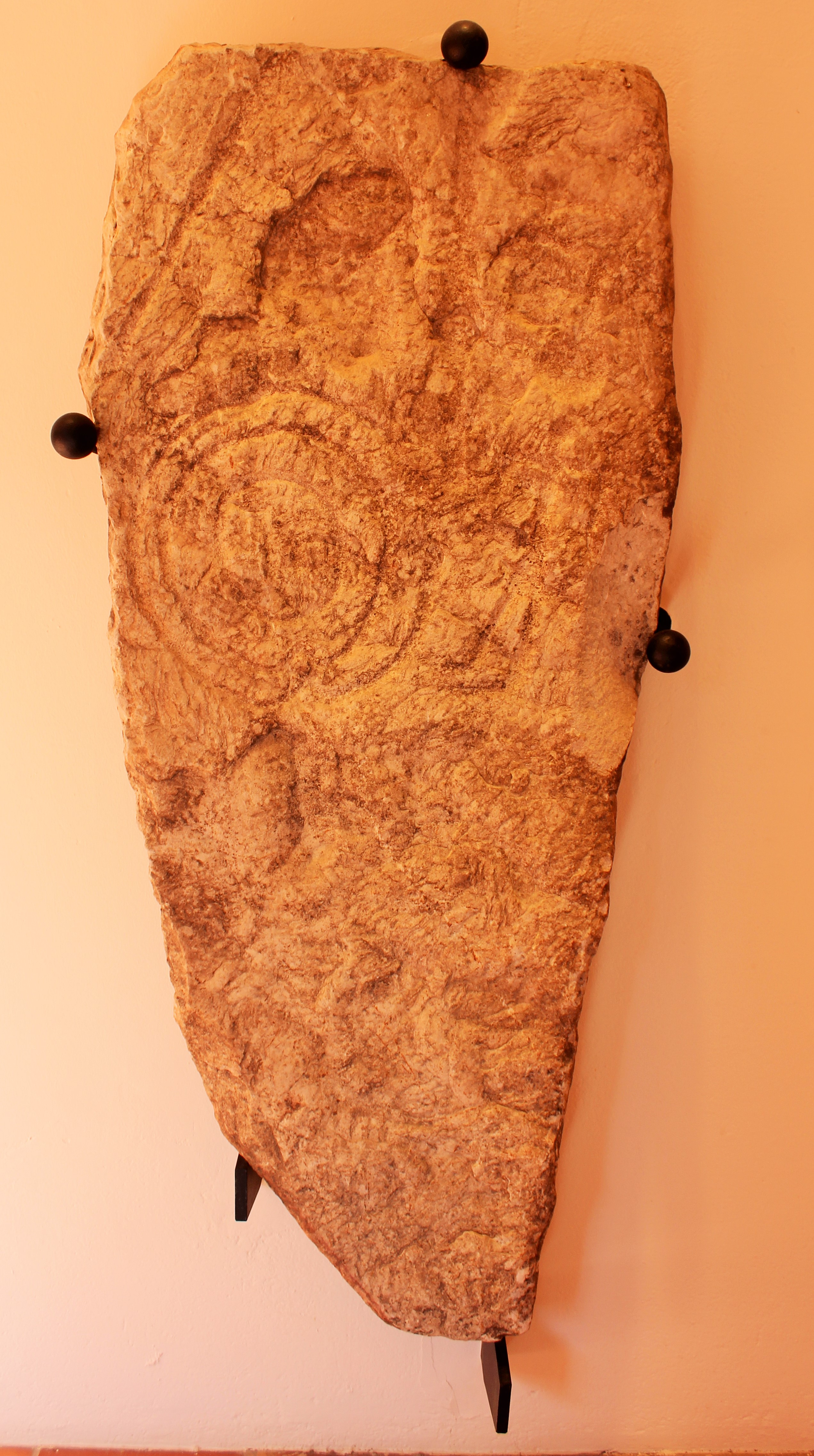
Estela de guerrero de Vega de San Miguel, Capilla, Badajoz

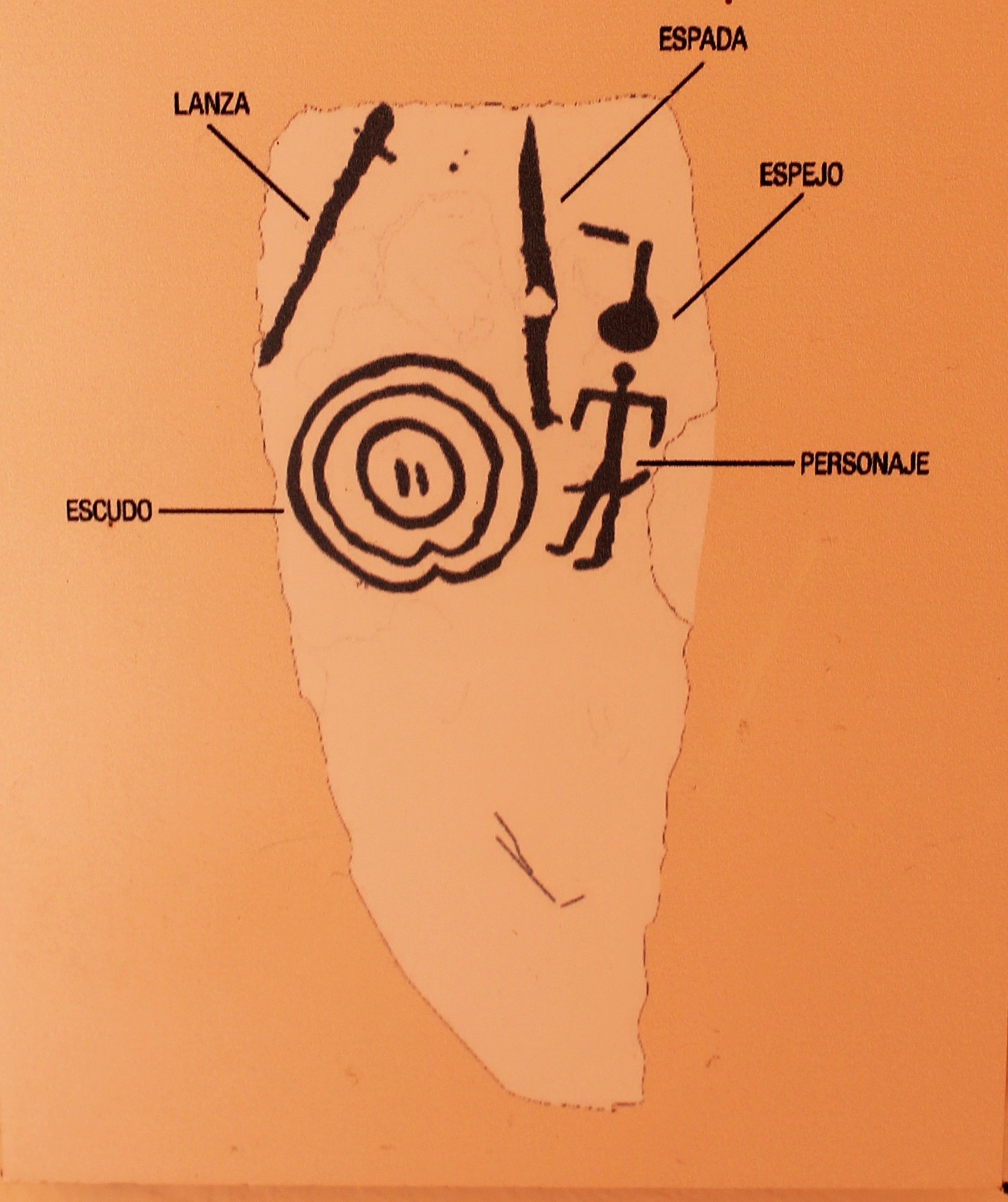
Esquema de estela de guerrero. Vega de San Miguel, Capilla.

Es una estela de forma triangular cuyas superficies son irregulares y está desconchada en diversos puntos. El material base de la piedra es cuarcita y las dimensiones son 145 x 65 x 20 cm. Apareció en el paraje denominado «Vega de San Miguel», en el municipio de  Capilla, en la provincia de la provincia de Badajoz en la margen derecha del río Zújar junto a su confluencia con el río Guadalmez. En esa zona confluyen los municipios de Capilla y Zarza Capilla de la provincia de Badajoz, y los de Guadalmez y El Viso de la provincia de Córdoba.El hallazgo se produjo mientras se realizaban labores agrícolas en esa zona. En la otra orilla del río Guadalmez se encontraron las estelas de Capilla 1, 2 y 8.
Solamente está decorada la mitad superior mediante la técnica del repiqueteado, con trazo profundo y ancho. Como en la mayoría de ellas, la figura humana y el escudo forman parte principal de la decoración. En este caso el escudo está representado por tres círculos concéntricos de los que los dos exteriores presentan una escotadura en V. En el centro hay dos líneas paralelas que  representan el asa o asidero del escudo.
A la derecha del escudo está la figura humana que tiene el tronco recto y espada al cinto cruzada de izquierda a derecha. Los brazos están separados así como las piernas, que tienen los pies hacia la derecha de la figura. Sobre la cabeza hay un espejo que tiene el mango hacia arriba y a su derecha una corta línea recta de difícil interpretación. A la altura de la mano derecha de la figura está dibujada una gran espada con dirección vertical y apuntando hacia arriba. En la zona superior izquierda de la estela hay una línea recta, ancha y larga, que podría representar una lanza.
La estela está inventariada en el museo con el n.º 12886.

### Estela de El Tejadillo, Capilla

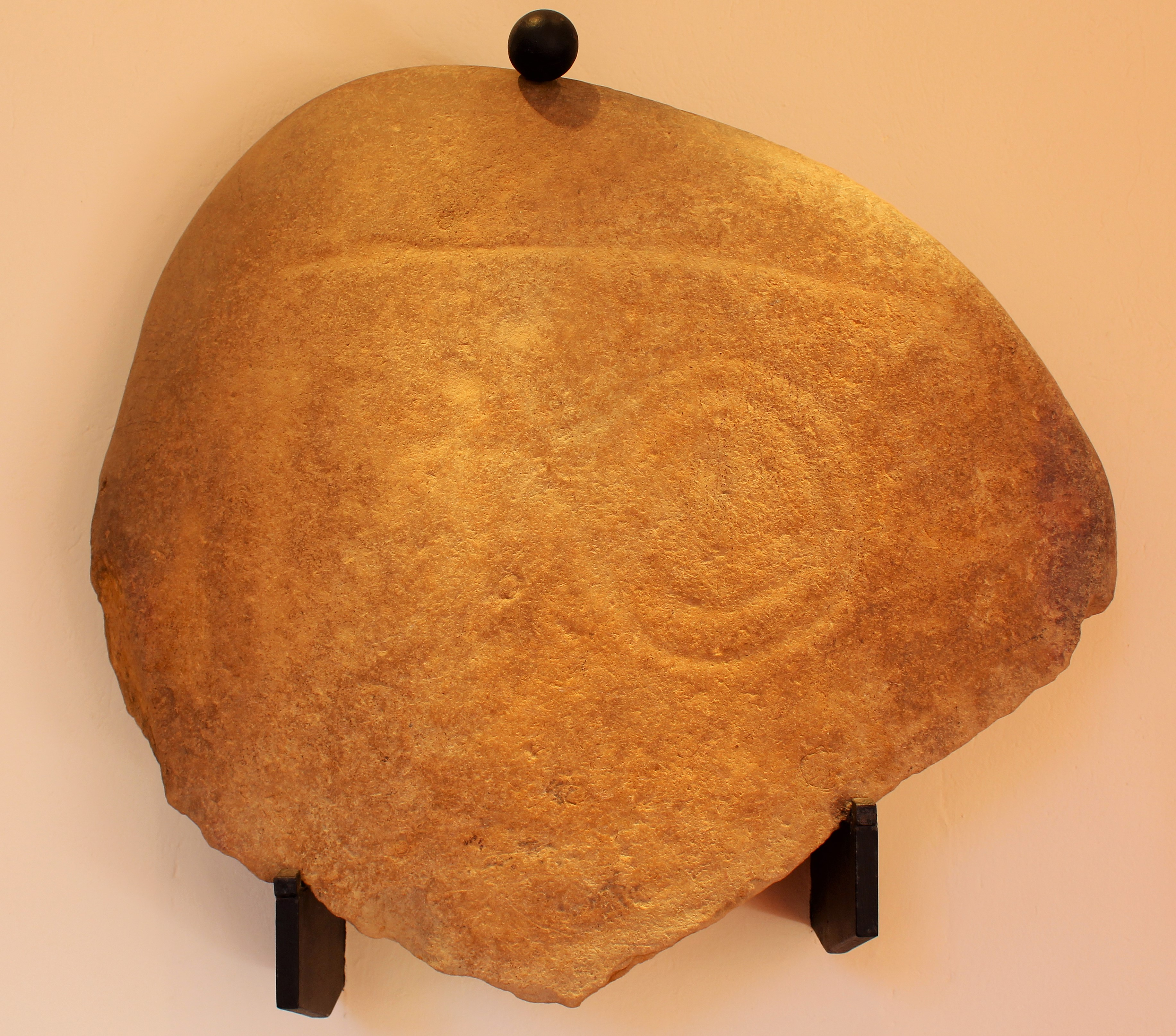
Estela de guerrero de El Tejadillo, Capilla, Badajoz

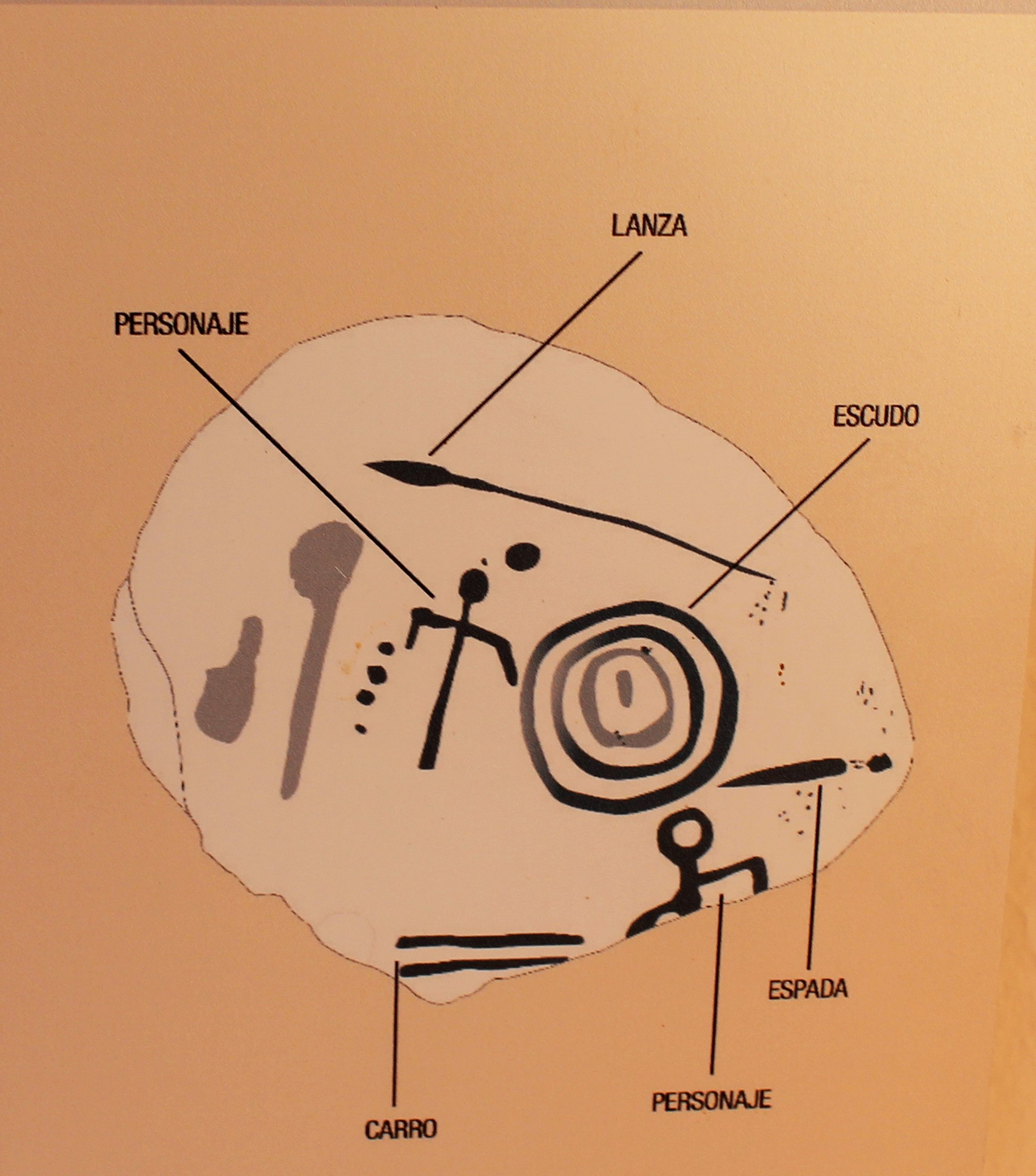
Esquema de estela de guerrero de El Tejadillo, Capilla, Badajoz

Es una estela de forma casi circular cuyas superficies están muy rodadas por lo que resulta difícil interpretar las figuras dibujadas. El material base de la piedra es cuarcita y las dimensiones son 66 x 75 x 22 cm. La zona del hallazgo está situada a unos cuatro km al este de Capilla, muy cerca de la Finca Las Yuntas donde se encontraron otras estelas. La zona está atravesada por los ríos  Esteras y Bienojoso y el terreno, poco ondulado, está dedicado a labores agrícolas.
Tiene dibujadas dos figuras antropomórficas, una en la zona central de la estela y otra en la parte inferior de la que solo se ve de hombros hacia arriba. La figura humana es de composición muy sencilla ya que el tronco está representado por una línea recta, los hombros y brazos por una línea cruzada y con las manos hacia abajo y la cabeza por un círculo. El otro dibujo común en estas estelas, el escudo, está situado a la derecha del personaje y está formado por tres círculos concéntricos y una corta línea en el centro que representa el asidero o asa.
A la derecha del escudo hay una línea que puede figurar una espada y en la parte superior una lanza en posición casi horizontal. Bajo esta y sobre la cabeza de la figura humana central hay lo que podría considerarse como un espejo, así como otros puntos descendentes de difícil interpretación. Bajo la figura humana central y a la izquierda de la inferior se ven varios trazos paralelos de lo que podría ser una parte del tiro o de la caja de un carro.
La estela está inventariada en el museo con el n.º D.4783.

### Estela de La Solanilla, El Viso

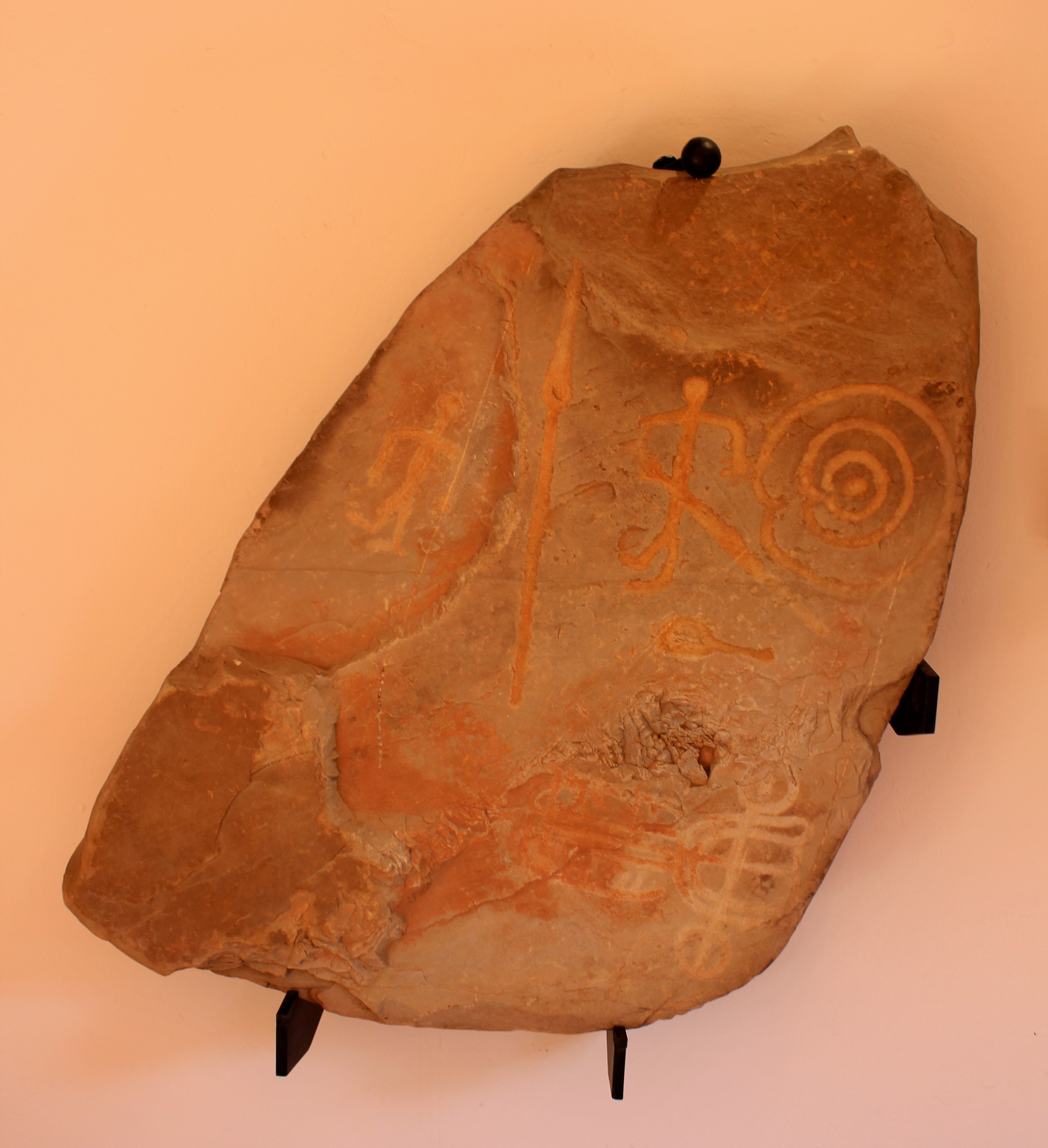
Estela de guerrero de La Solanilla, El Viso, Córdoba

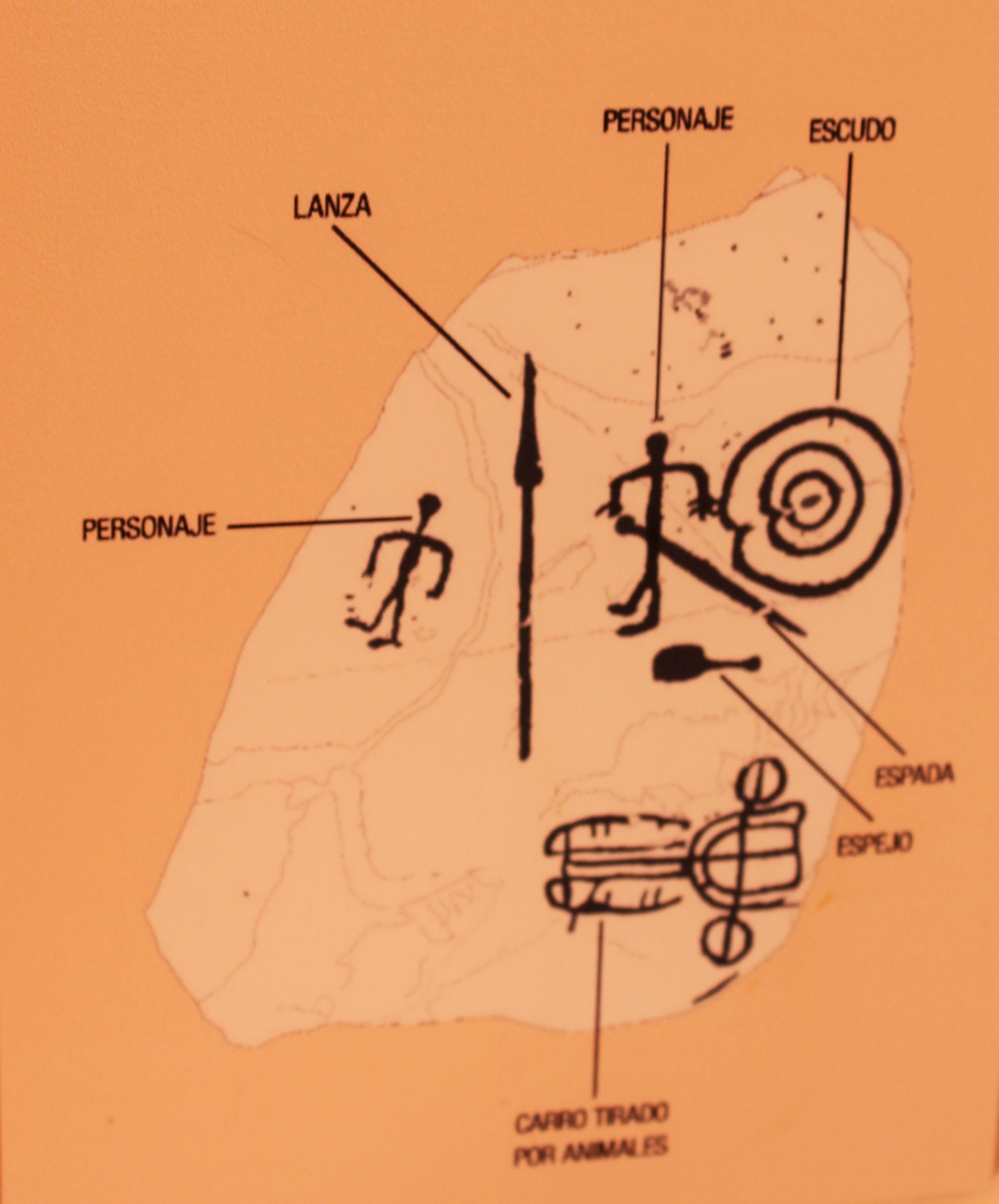
Esquema estela de guerrero de La Solanilla, El Viso, Córdoba

Es una estela de gran tamaño en la que las figuras se encuentran en los diferentes planos que ofrecen las diversas fracturas de la piedra. El material base de la piedra es cuarcita y las dimensiones son 120 x 90 x 35 cm. La zona del hallazgo está en la margen derecha del río Zújar, próximo a  donde corre el arroyo de la vaguada. Se encontró en una zona llana rodeada por montañosas y donde van a arar dos puertos: con dos puertos: el del Charco del Saltillo y el del Salado cuando se estaba sacando arena del arroyo de la vaguada indicada.
En la estela se pueden diferencias tres figuras humanas. En el extremo superior está dibujado un antropomorfo con trazo poco profundo por lo que casi no es perceptible. Algo más abajo, en la zona más lisa de la estela, está representado el humano más distinguible que está dibujado de forma muy esquemática ya que el tronco es una sola línea de la que salen los brazos terminados en unas manos con los dedos diferenciado y las piernas, algo separadas, con los pie hacia la derecha del humano. Tiene cruzada a la cintura una espada de gran tamaño, inclinada hacia abajo, de izquierda a derecha. A su izquierda está representado el escudo compuesto por tres círculos concéntricos y un punto en el centro para señalar el su asidero.
En la zona inferior de la estela, en una laja diferente a la principal hay dibujado un carro remarcado mediante dos trazos paralelos, el eje transversal al carro y dos ruedas con un solo radio. También están dibujadas las riendas y el timón que está unido a los animales de tiro, que son cuadrúpedos, por el yugo que los unce. Los cuadrúpedos tienen bien diferenciadas las cuatro extremidades, las orejas y el hocico.
La estela está inventariada en el museo con  el n.º 10805.
Esta Estela fue encontrada por Esteban Simancas Simancas era vecino de Cabeza del Buey (1924-2019), y no fue encontrada sacando arena del arroyo, mi padre , junto con otro grupo de hombres estaban preparando la tierra para poderla labrar, estaban retirando piedras. Mi padre se sentó a descansar y tomar su meriendo, era una persona muy curiosa y le llamó la atención la inscripciones de la piedra, consideró que no podía quedarse abandonada en el campo, alquiló un remolque y la llevó a la Estación de Belalcázar, donde vivía ( teníamos una cantina).Paso por allí una persona que dijo llevarla al museo, pero no volvió a saber nada. Después de 30 años, un día por curiosidad me desplacé al museo de Badajoz, pregunté y ¡¡¡ estala la estela!!. Mi padre no podía morir sin saber de "la piedra"( así se hacía referencia en mi casa). Gracias la director del museo mi PADRE PUDO ASISTIR A LA INAUGURACION DE LA EXPOSICION PERMANETE ¡¡ FUE MUY FELIZ !!.¡¡ LA PIEDRA ESTABA EN CASA!!

### Estela de Las Yuntas, Capilla

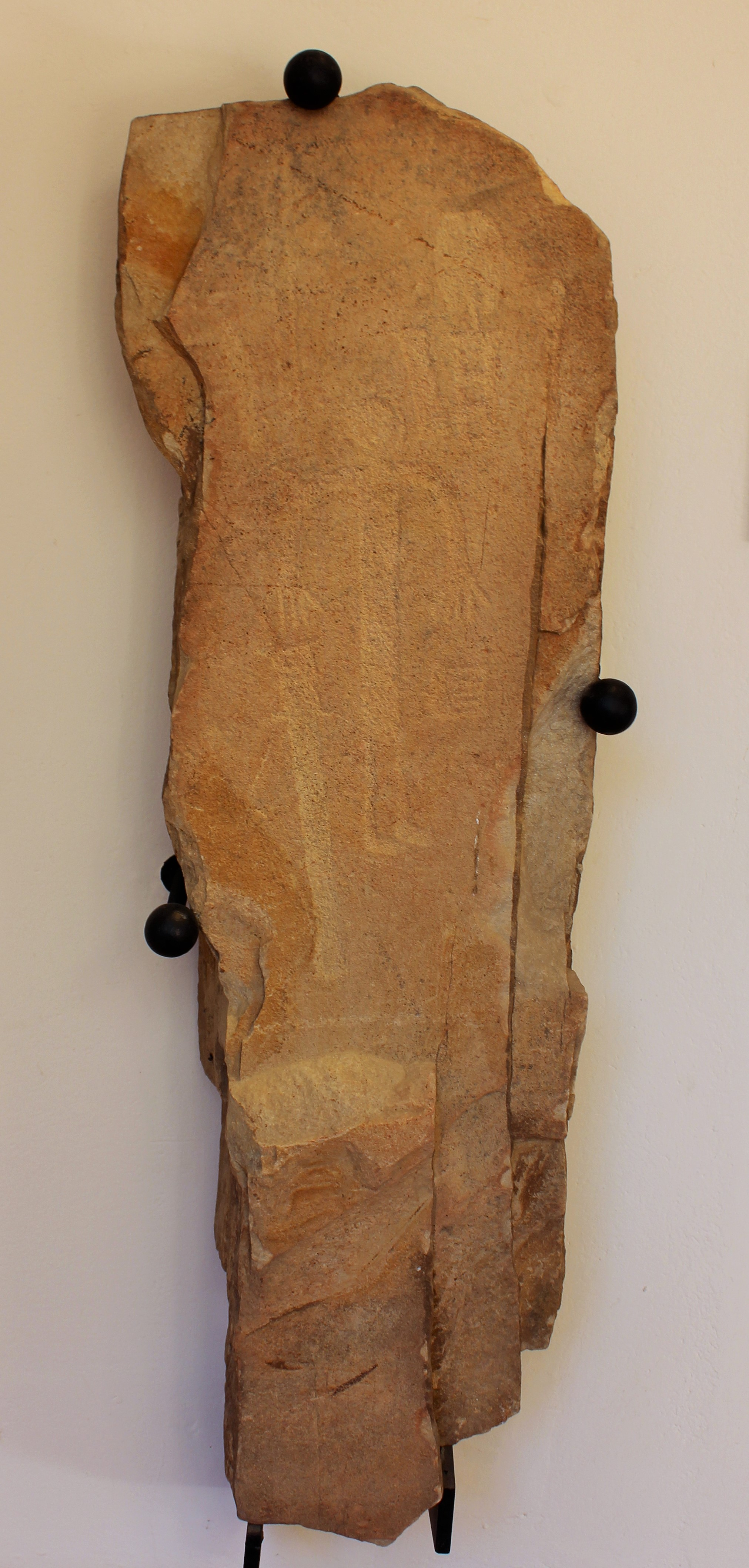
Estela de guerrero de Las Yuntas, Capilla, Badajoz

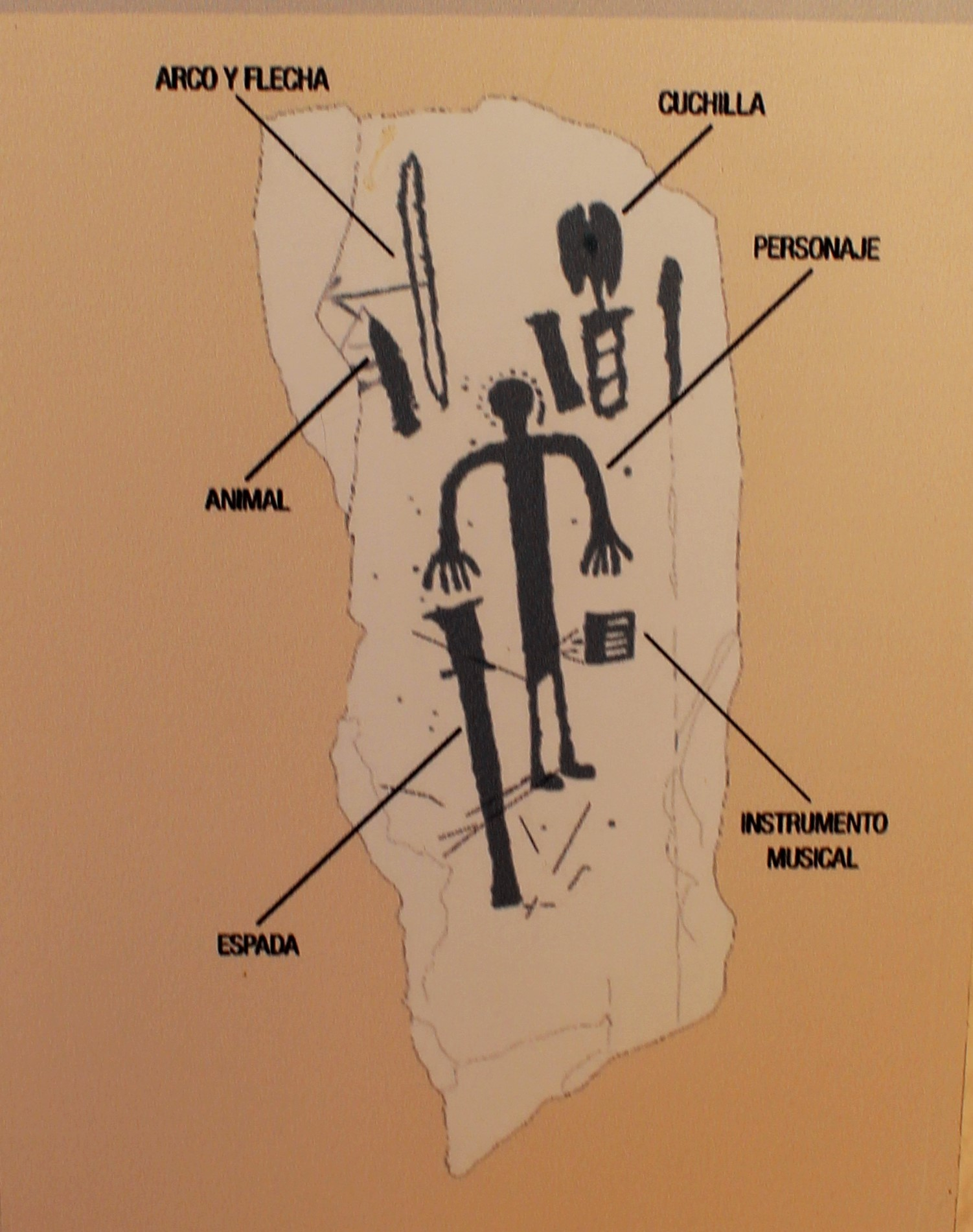
Esquema estela de guerrero de Las Yuntas, Capilla, Badajoz

La estela tiene forma  prismática, más estrecho en la parte inferior, sin trabajar y sin dibujos lo que parece indicar que estaba destinada a ser hincada en el suelo. Se encontró en la finca Las Yuntas, a unos dos km de Guadalmez, en la margen derecha del río Zújar, junto al embalse de La Serena. El hallazgo fue ocasional y el lugar está junto a al Peñón del Águila, donde se encontraron las estelas de El Tejadillo, también en  Capilla que están inventariadas en el museo con los números D.035 y D.4783.
La figura humana está dibujada en el centro y a su alrededor están representados una serie de objetos. La figura humana tiene un tronco rectangular y bastante largo del que salen las dos piernas, muy cortas. Ambos pies están dirigidos hacia la derecha el personaje. La cabeza es redonda y está rodeada por una serie de pequeños puntos lo que puede suponer que se refiere a un posible tocado. Los dedos de las manos están muy separados y marcados.
En la zona superior izquierda de la estela está representado un arco a punto de ser disparado así como un animal. Al otro lado hay un objeto de forma rectangular que bien podría ser un carcaj; una navaja muy bien definida ya que tiene doble hoja y un mango calado para poder meter los dedos y agarrarla mejor. Justo donde hay una grieta aparece una lanza o bien una hoja de puñal. Bajo la mano derecha se ve un objeto rectangular atravesado por tres líneas horizontales que podría ser un instrumento musical,  una hebilla o un peine.
La estela está inventariada en el museo con el n.º 11110.

### Estela de La Moraleja, Capilla

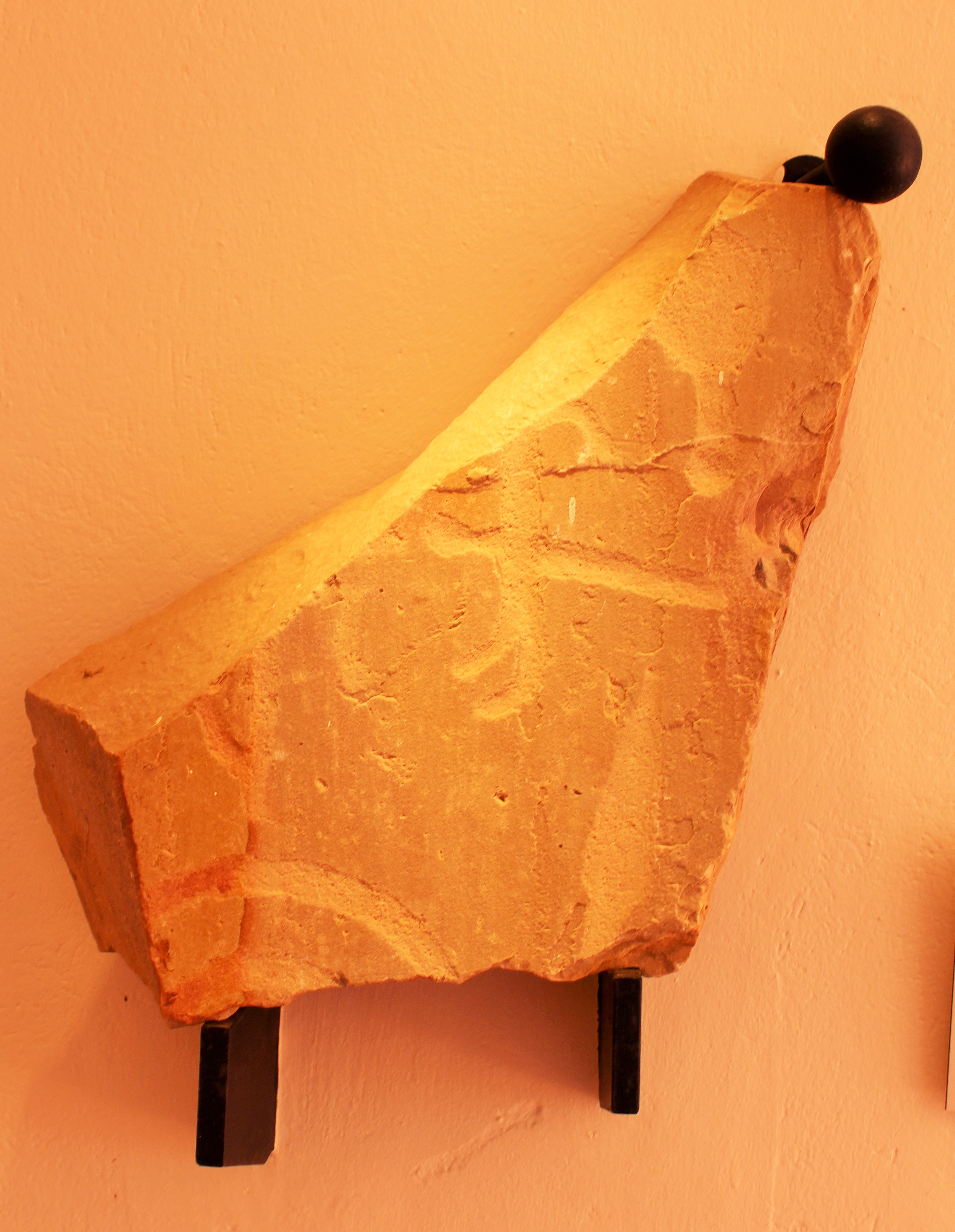
Estela de guerrero de La Moraleja, Capilla, Badajoz

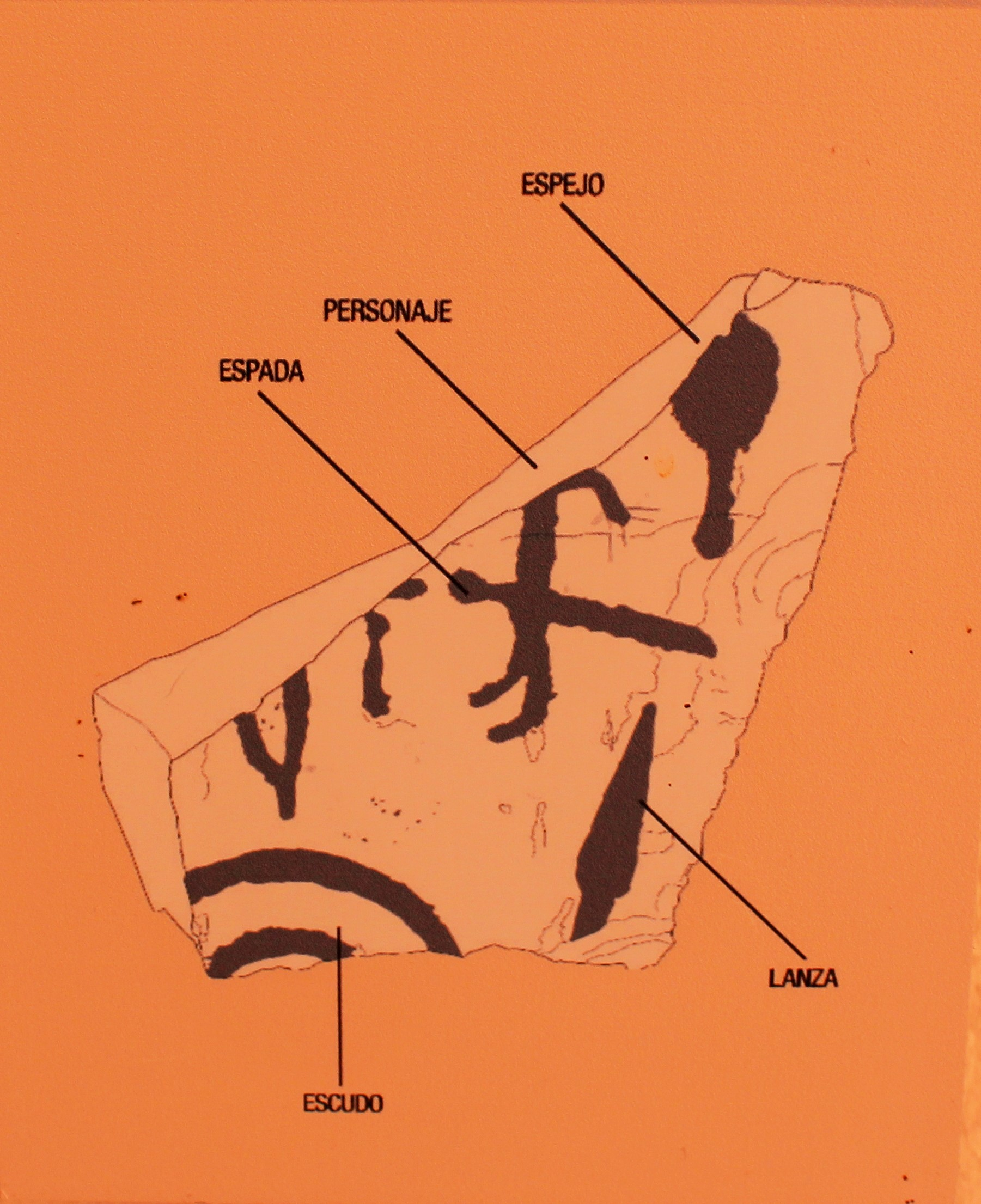
Esquema estela de guerrero de La Moraleja, Capilla, Badajoz

La estela tiene forma de cuadrilátero bastante irregular ya que el lado izquierdo es tan pequeño que parece triangular. La estela es de cuarcita, tiene unas dimensiones de 43 cm x 33 cm x 15 cm y la superficie dibujada está muy lisa. Las figuras están dibujadas mediante la técnica de  repiqueteado ancho por lo que, a pesar de que ninguna figura está completa, se pueden identificar con facilidad.
La estela fue encontrada en las vegas del río Guadalmez, cerca de su confluencia con el río Zújar, en un paraje al sur de la sierra de La Moraleja, en el término municipal de  Capilla, en un majano y a escasos 500 m de donde se encontró la estela inventariada en el museo con el n.º 10759.
En la zona central se ve la imagen de una figura humana a la que la rotura de la estela ha decapitado. La figura tiene tronco, espada cruzada a la cintura cuya empuñadura termina en forma  esférica, las dos piernas con los pies dirigidos hacia su derecha y la mano izquierda con los cinco dedos diferenciados y representados por una fina línea. En la parte superior derecha hay un espejo con mango, en la inferior se distinguen claramente dos segmentos de círculos que, con toda probabilidad, corresponden a la imagen de un escudo; en la parte inferior derecha se identifica la parte superior de una lanza de la que solo se ve la hoja y un pequeño trozo del mástil. Delante de la figura humana hay pequeños trozos de otros motivos que, al estar muy incompletos son muy difíciles de identificar.
La estela está inventariada en el museo con el n.º 11032.